# Arquitetura da Albânia

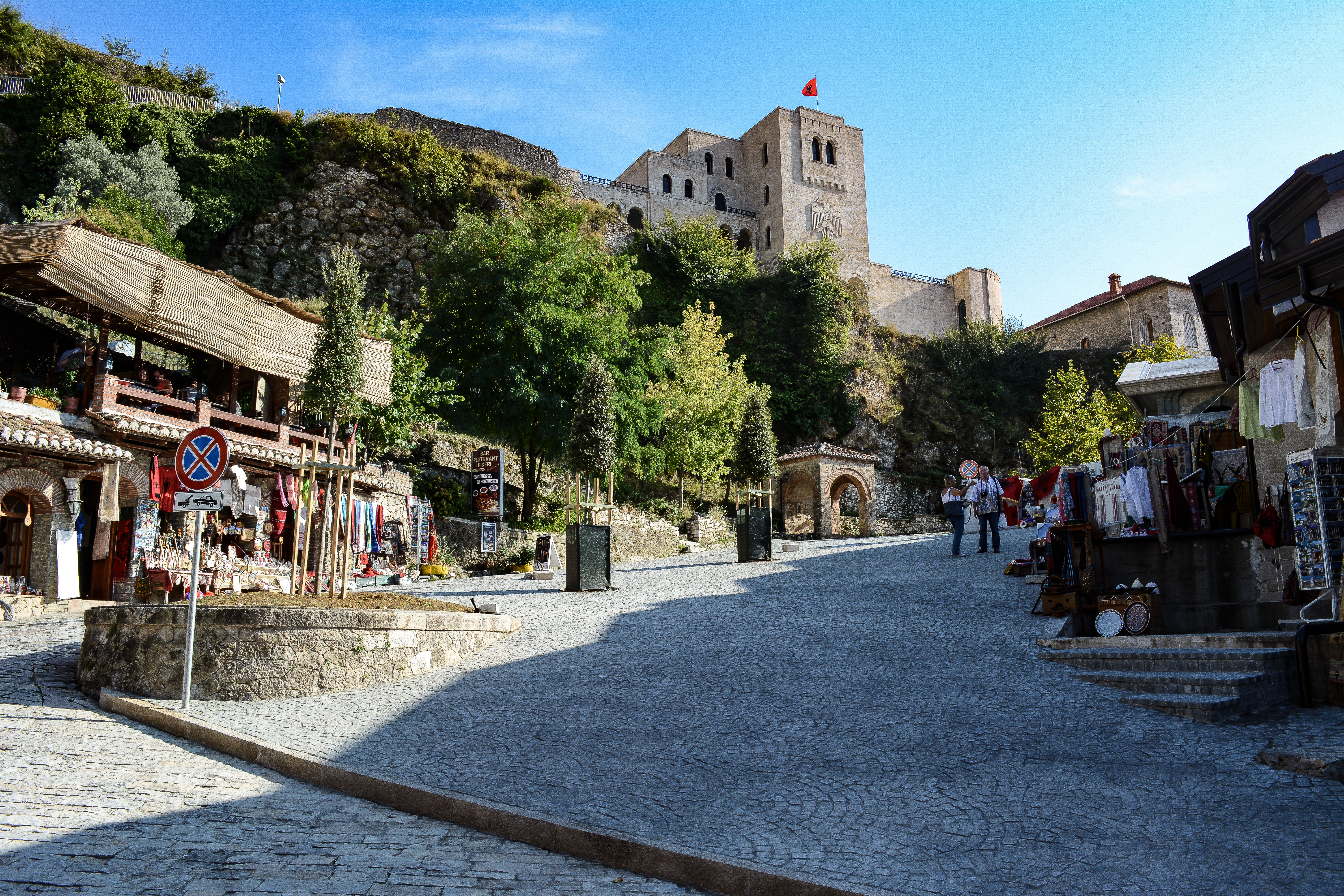
Arquitetura medieval em Cruja.

A arquitetura da Albânia (pronúncia albanesa: em albanês:  Arkitektura e Shqipërisë) é um reflexo do patrimônio histórico e cultural da Albânia. A arquitetura do país foi influenciada por sua localização na bacia do Mediterrâneo e progrediu ao longo da história, uma vez que a área foi habitada por numerosas civilizações, incluindo os ilírios, gregos antigos, romanos, bizantinos, venezianos, otomanos, bem como os austro-húngaros e italianos. Além disso, missionários, invasores, colonizadores e comerciantes trouxeram mudanças culturais que tiveram um efeito profundo nos estilos e técnicas.
Durante a antiguidade clássica, as cidades e aldeias da Albânia evoluíam de dentro dos castelos para incluir moradias, estruturas religiosas e comerciais, com redesenho constante das praças da cidade e evolução das técnicas de construção. Embora existam estruturas pré-históricas e clássicas no país, com construções dos ilírios e gregos antigos, como em Búlis, Amância, Fenice, Apolônia, Butroto e Escodra. Com a extensão do Império Romano nos Bálcãs, a arquitetura romana foi construída em todo o país, sendo melhor exemplificada em Durrës, Tirana e Butroto.
Após a queda do Império Romano do Ocidente, a Albânia tornou-se parte integrante do Império Bizantino. Eles deixaram um legado, mais visível nas cidades e arredores de Korçë, Berati, Voskopojë e Gjirokastër, na forma de castelos, igrejas e mosteiros com grandiosa riqueza de murais e afrescos visíveis. O país também tem muitos monumentos sobreviventes do período otomano. Eles deixaram sua marca com as muitas mesquitas e outros edifícios que construíram, que contribuíram para tornar Berat e Gjirokastër um Patrimônio Mundial da UNESCO.
Nos séculos XVIII e XIX, as cidades medievais albanesas passaram por transformações urbanas por vários arquitetos austro-húngaros e italianos, dando-lhes a aparência de cidades da Europa Ocidental; isso pode ser visto particularmente em Tirana e Korçë. Eles introduziram estilos arquitetônicos, como o historicismo, art nouveau, neo-renascentista e neoclassicismo.
Após o estabelecimento do comunismo na Albânia, o desenvolvimento da arquitetura do país foi radicalmente alterado pela ideologia socialista e numerosos edifícios históricos e sagrados em toda a Albânia foram demolidos. Muitos complexos de estilo socialista, avenidas largas e fábricas foram construídos, enquanto as praças nas principais cidades foram redesenhadas.
A lista da Organização das Nações Unidas para a Educação, a Ciência e a Cultura (UNESCO) dos Sítios do Patrimônio Mundial inclui atualmente dois locais na Albânia. Esses lugarem incluem os centros históricos de Berati e Gjirokastër e Butroto. O Anfiteatro de Durrës, os Túmulos Ilírios Reais de Selcë e Poshtme, o sítio arqueológico de Apolônia e o Castelo de Bashtova estão inscritos na lista do país de possíveis patrimônios.
A preservação e proteção dos patrimônios históricos e culturais na Albânia é confiada ao Instituto de Monumentos da Albânia, fundado em 2 de Julho de 1965 pelo Ministério da Cultura.

## Visão geral da Albânia

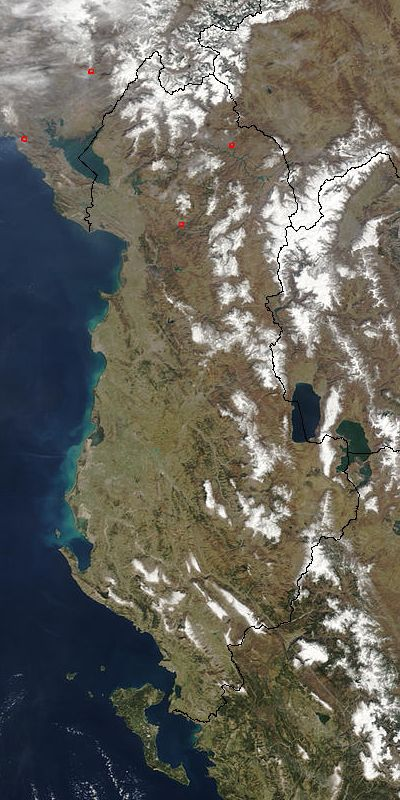
Topografia da Albânia.

A Albânia é um país mediterrâneo, situado a leste da Itália, do outro lado do Mar Adriático. O país ocupa a parte sudoeste da Península Balcânica, fazendo fronteira com Montenegro a noroeste, Kosovo  a nordeste, a Macedônia do Norte a leste e a Grécia ao sul e sudeste. Tem uma topografia variada e contrastante com altas montanhas, costas rochosas, zonas úmidas costeiras, praias arenosas, cânions íngremes e desfiladeiros e ilhas de várias formas e tamanhos.
Em termos de topografia, o país abrange planícies costeiras no oeste para os Alpes albaneses no norte, as montanhas Sharr no nordeste, Montanhas Skanderbeg no centro, Montanhas Korab no leste, Montanhas Pindus no sudeste e Montanhas Ceraunian no sudoeste ao longo da Riviera albanesa e da costa do mar Jônico.
O país experimenta principalmente clima mediterrânico com influências continentais. Isso significa que o clima é caracterizado por invernos suaves e verões quentes e secos. As áreas mais quentes do país estão ao longo do oeste, onde o clima é profundamente impactado pelo mar Mediterrâneo. As partes mais frias do país estão no norte e no leste, onde o clima de florestas nevadas é predominante.
Durante a Idade do Ferro, a Albânia foi originalmente o lar dos ilírios e dos gregos antigos. Nos séculos seguinte, a área foi conquistada e ocupada pelos bizantinos, venezianos e otomanos. O surgimento de um estado albanês unificado remonta ao estabelecimento do Principado de Arbër em 1190.

## Períodos

### Antiguidade
Os primórdios da arquitetura na Albânia remontam à era neolítica, com a descoberta de habitações pré-históricas em Dunavec e Maliq. Elas eram construídas em uma plataforma de madeira que ficava em estacas presas verticalmente no solo. Habitações pré-históricas na Albânia consistem em três tipos, tais como casas fechadas completamente no solo ou meio subterrâneas, ambas encontradas em Cakran perto de Fier e casas construídas acima do solo.

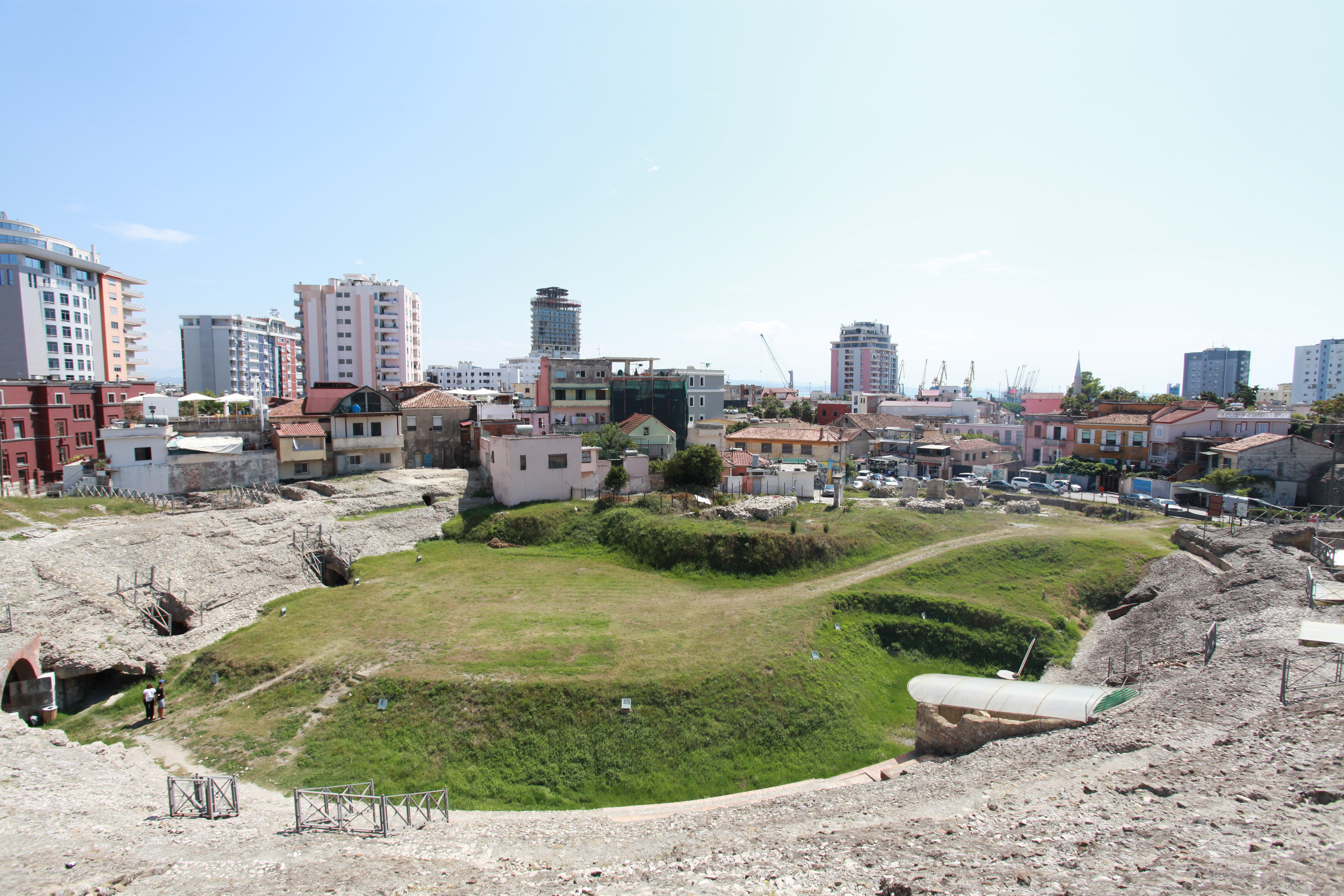
O Anfiteatro de Durrës está na lista para se tornar um Patrimônio Mundial da UNESCO.

Durante a Idade do Bronze, os ilírios e os gregos antigos começaram a se organizar no território da Albânia. Os ilírios eram um grupo étnico com cultura e arte distintas, e, enquanto se acredita que os albaneses são descendentes dos ilírios, não há evidências suficientes para se chegar a uma conclusão. Cidades dentro da Ilíria foram construídas principalmente no topo de altas montanhas cercadas por muralhas fortemente fortificadas. Além disso, a história da Albânia não foi gentil com os monumentos arquitetônicos ilírios. Poucos monumentos dessa época são preservados, com exceções em Amantia, Antigonia, Byllis, Scodra, Lissus e Selca e Poshtme.

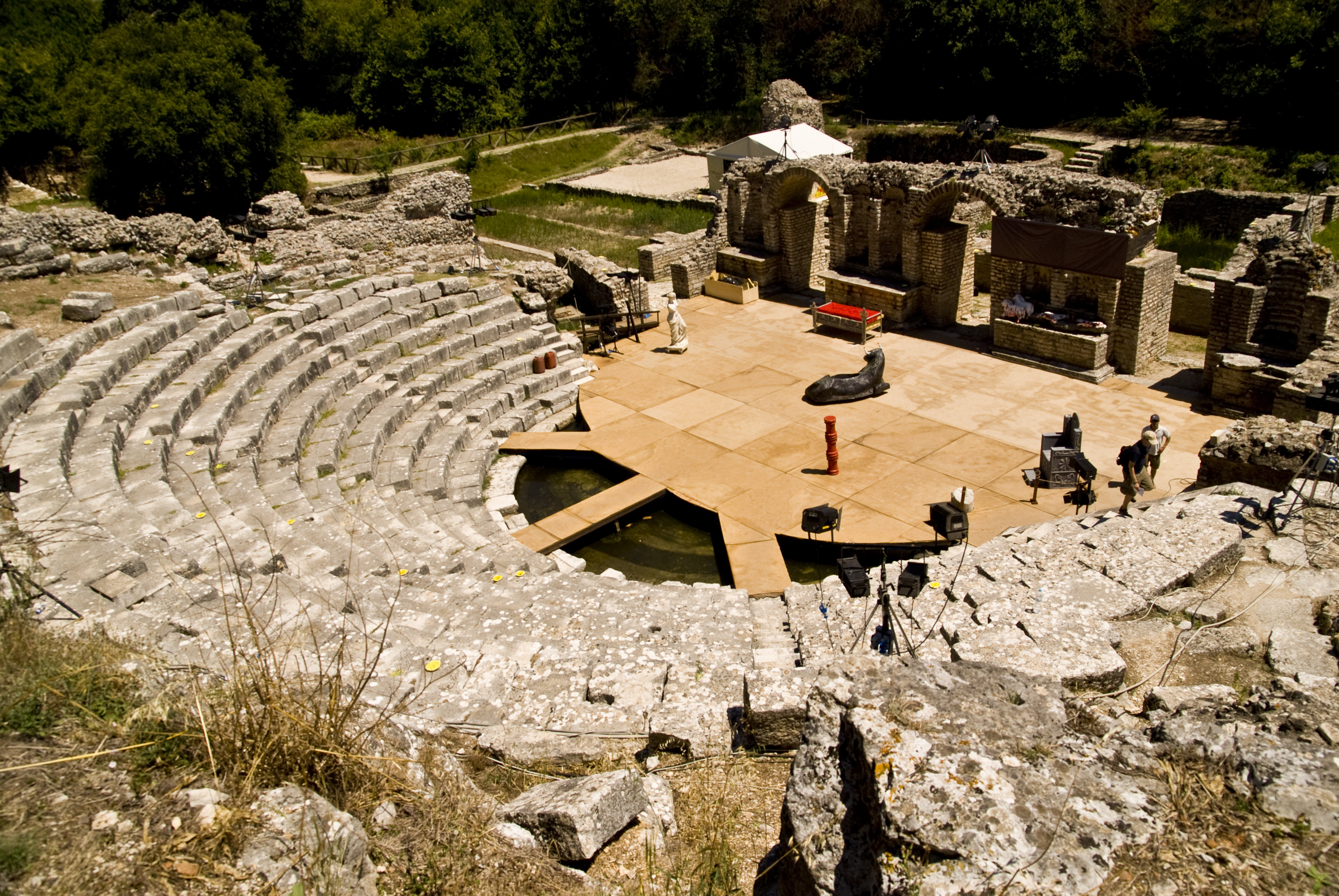
Butroto foi incluída na UNESCO lista de Patrimônio Mundial da UNESCO.

Após as guerras ilíricas, a arquitetura na Albânia desenvolveu-se significativamente no século II a.C. com a chegada dos romanos. Os assentamentos conquistados e aldeias, como Apolônia, Butroto, Búlis, Durrës e Adrianópolis foram modernizado seguindo modelos romanos, com a construção de um fórum, estradas, teatros, passeios, templos, aquedutos e outras construções sociais. O período também marca a construção de estádios e banhos termais de importância social como locais de encontro.
Antigamente povoada por várias tribos ilírias e gregas, Butroto tornou-se um protetorado e, posteriormente, uma colônia de Roma. Hoje em dia, demonstra um alto nível de urbanização romana, enquanto está entre os restos mais bem preservados dessa herança na Albânia. Eles deixaram seu legado em forma de muralhas da cidade, um aqueduto, o fórum, basílicas, batistérios, banhos, um anfiteatro e casas para as classes médias, bem como mansões com pátios centrais que foram decorados com vários mosaicos e murais.
Por sua vez, Durrës prosperou durante o período romano e tornou-se um protetorado após as Guerras Ilíricas. O Anfiteatro de Durrës, construído pelos romanos, era na época o maior anfiteatro da península balcânica. É o único monumento romano que sobreviveu até o presente.
A Via Egnácia, construída pelo senador romano Cneu Egnácio, funcionou por dois milênios como uma rodovia de múltiplos propósitos, conectando as cidades de Durrës no Mar Adriático, a oeste, a Constantinopla, no Mar de Mármara, no leste. Além disso, a rota deu às colônias romanas dos Bálcãs uma conexão direta com Roma.

### Idade Média
As cidades medievais da Albânia são classificadas de acordo com dois critérios:
- Cidades associadas a fortificações, como Berati e Gjirokastra
- Cidades que se encontram em terrenos planos ou íngremes, como Tirana, Kavaja e Elbasan.

Durante a Idade Média, uma variedade de estilos de arquitetura se desenvolveu na forma de estruturas de habitação, defesa, culto e engenharia. Quando o Império Romano se dividiu em leste e oeste, a Albânia permaneceu sob o Império Romano do Oriente. Devido a isso, a arquitetura foi fortemente influenciada pelos bizantinos. Muitas igrejas e mosteiros foram construídos durante esse período, principalmente no centro e sul do país.
No entanto, algumas estruturas históricas herdadas foram danificadas por forças otomanas invasoras. Nos séculos XIII e XIV, a consolidação dos principados feudais albaneses deu origem à Varosha, os bairros fora das muralhas da cidade. Exemplos de tais desenvolvimentos são os principados de Arberesh, centrados em Petrele, Cruja e Gjirokastra, originários do castelo feudal. No século XV, muita atenção foi dada às estruturas de proteção, como as fortificações do castelo de Lezha, Petrela, Devoll, Butroto e Shkodra . Mais reconstruções ocorreram em pontos estratégicos, como o Castelo de Elbasan, Preza, Tepelena e Vlora, sendo este último o mais importante da costa. Nos séculos XVIII e XIX, os grandes Pashaliks do período, como a Família Bushati, Ahmet Kurt Pasha e Ali Pashe Tepelena, reconstruíram várias fortificações, como o Castelo de Shkodra, Berati e Tepelena, respectivamente. É importante notar que Ali Pashe Tepelena embarcou em uma grande campanha de construção de castelo em todo o Épiro.

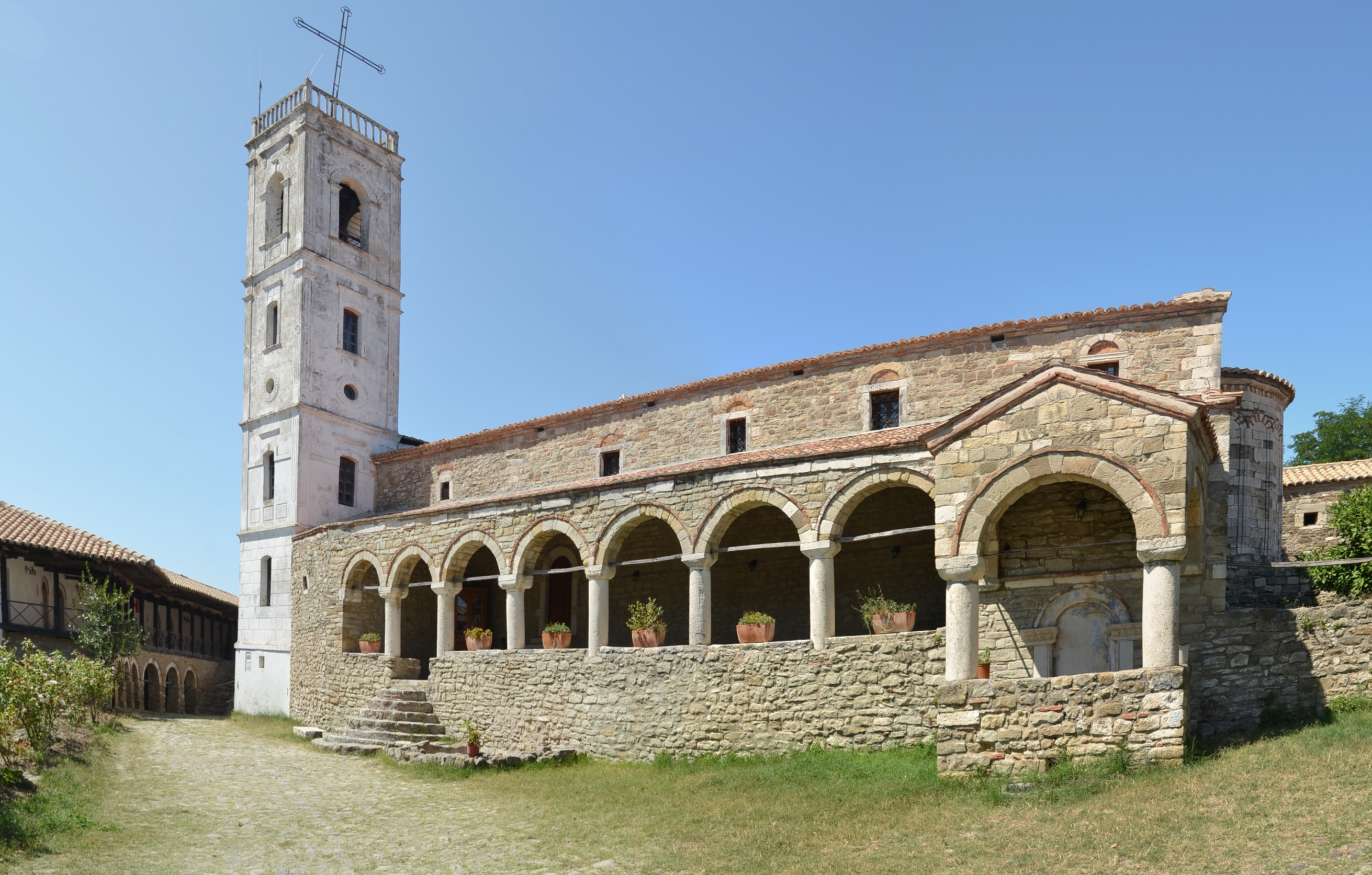
O Mosteiro de Ardenica perto de Fier

Durante o período medieval, as mesquitas da Albânia caíram em duas categorias: as cobertas por uma cúpula e as que tinham um teto normal. Estes últimos foram imediatamente adotados após a invasão otomana, transformando as igrejas existentes de Shkodra, Cruja, Berati, Elbasan e Kanina. Por exemplo, a Mesquita Principal construída por Mustafa Pasha Bushati em Shkodra se assemelha a uma mesquita típica de Istambul.
Por outro lado, as estruturas religiosas cristãs herdaram muitas características de seus predecessores paleo-cristãos. Entre os séculos XVI e XIX, uma série de pequenas estruturas cristãs com projetos simples foram construídos como a basílica de Voskopoja, o Mosteiro Ardenica e Igreja de São Nicolau, também em Voskopoja. Este último é um dos monumentos arquitetônicos mais valiosos da Albânia. Suas paredes internas são cobertas com pinturas do renomado pintor David Selenica e pelos irmãos Constantine e Athanasios Zografi.

### Período Moderno
Durante o século XVIII, a silhueta da cidade na Albânia começou a incluir locais de culto e torres de relógio. Estes, juntamente com outras estruturas sociais, como banhos termais, fontes e madraças, enriqueceram ainda mais o centro da cidade e seus bairros.
No século XIX, o bazar surge como um centro de produção e troca, enquanto a cidade se expande para além do castelo, que perde completamente a sua função e os seus habitantes. Durante este período, Escodra e Korca tornaram-se importantes centros de comércio e de artesanato.

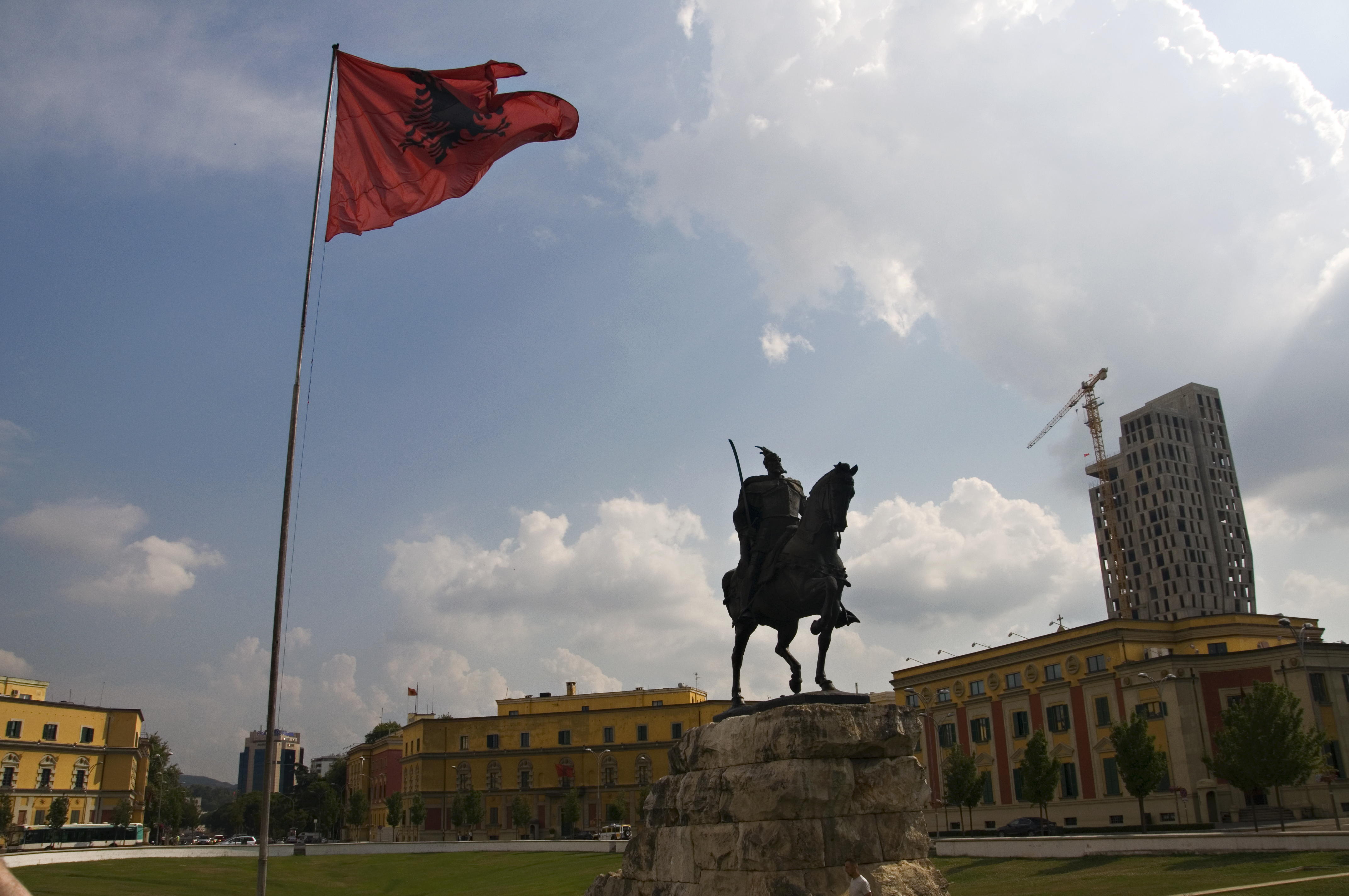
A Praça Skanderbeg em estilo neo-renascentista.

A primeira metade do século XX começa com a ocupação austro-húngara, continua com o governo de Fan Noli, o reino do rei Zog e termina com a invasão italiana. Durante esse período, as cidades medievais albanesas passaram por transformações urbanas por arquitetos austro-húngaros, dando-lhes a aparência de cidades europeias.
O centro de Tirana é o projeto de Florestano Di Fausto e Armando Brasini, arquitetos conhecidos do período de Benito Mussolini na Itália. Brasini lançou as bases para o arranjo moderno dos edifícios ministeriais no centro da cidade.

O plano sofreu revisões do arquiteto albanês Eshref Frashëri, do arquiteto italiano Castellani e dos arquitetos austríacos Weiss e Kohler. O sistema de estradas retangulares paralelas do distrito de Tirana e Re tomou forma, enquanto a parte norte do principal bulevar foi aberta. Esses planos urbanos formaram a base de futuros desenvolvimentos na Albânia após a Segunda Guerra Mundial. 
De 1944 a 1991, as cidades experimentaram um desenvolvimento ordenado com um declínio na qualidade arquitetônica. Complexos de apartamentos maciços de estilo socialista, estradas largas e fábricas foram construídas, enquanto praças da cidade foram redesenhadas e um número de edifícios históricos demolidos.
O período após a queda do comunismo é frequentemente descrito negativamente em termos de desenvolvimento urbano. Quiosques e prédios de apartamentos começaram a ocupar antigas áreas públicas sem planejamento, enquanto distritos informais se formaram em torno de cidades de migrantes internos deixando áreas rurais remotas para a planície ocidental. A diminuição do espaço urbano e o aumento do congestionamento do tráfego tornaram-se grandes problemas como resultado da falta de planejamento. Como parte da Reforma da Divisão Administrativa de 2014, todos os centros urbanos da Albânia estão sendo fisicamente redesenhados e as fachadas pintadas para refletir um visual mais mediterrâneo.
Embora muito tenha sido alcançado, os críticos argumentam que não há uma visão clara sobre o futuro de Tirana. Algumas das questões prementes que enfrentam Tirana são a perda de espaço público devido à construção ilegal e caótica, estradas não pavimentadas em áreas suburbanas, degradação do Lago artificial de Tirana, reabilitação da Praça Skanderbeg, uma poluição sempre presente, a construção de uma estação central de ônibus e falta de espaço de estacionamento público. Os planos futuros incluem a construção da Estação Multimodal de Tirana e da linha de bonde, a reabilitação da área do Rio Tiranë, a construção de uma nova avenida ao longo da antiga Estação Ferroviária de Tirana e o acabamento do Big Ring Road.

## Cidades

### Berati

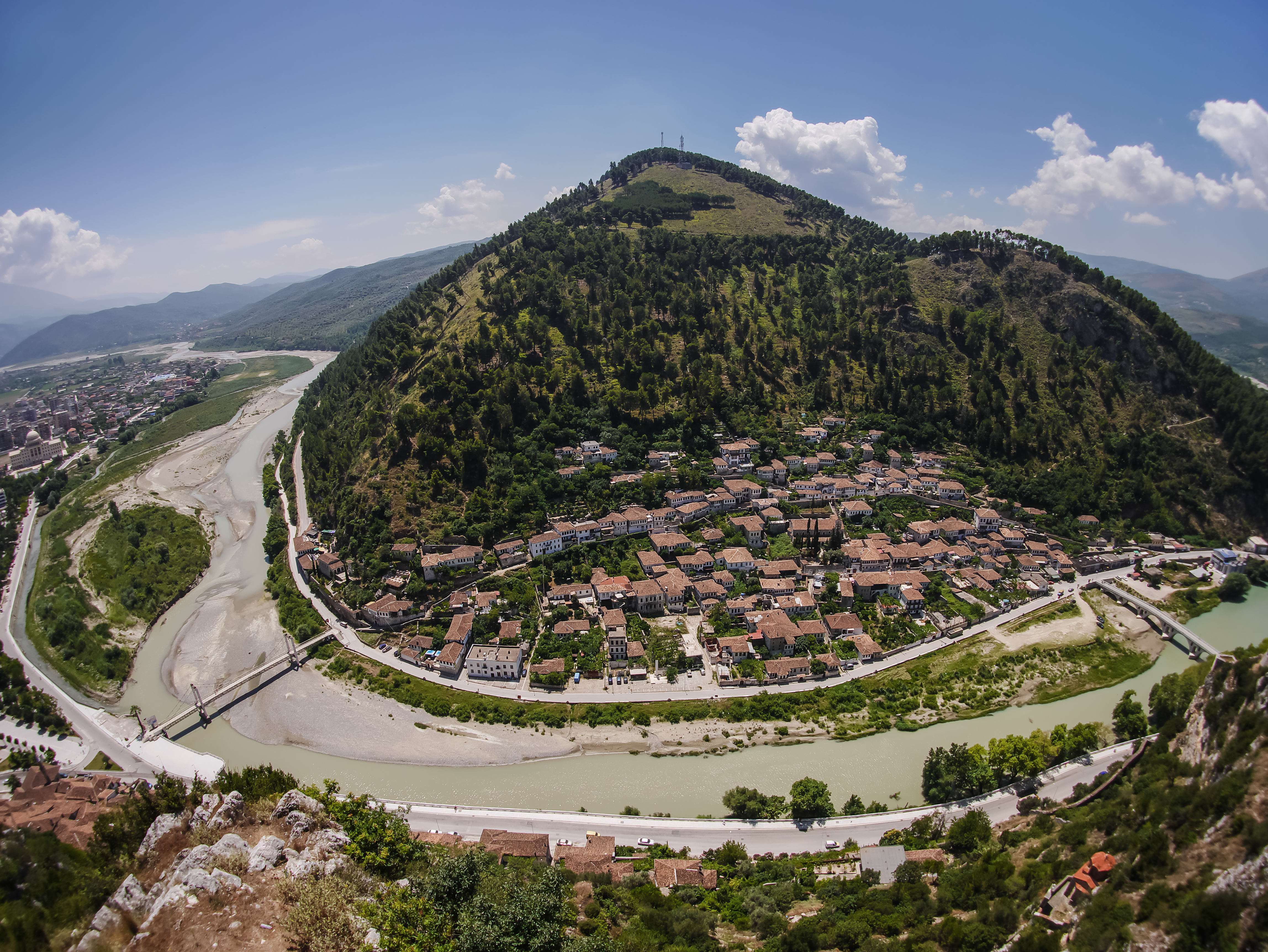
Vista panorâmica sobre Gorica

Berati, também conhecida como a "cidade de mil janelas", é uma pequena cidade no sul da Albânia. A arquitetura de Berati é diversificada e envolve a herança dos ilírios e dos gregos antigos, mas também de vários povos e impérios que já governaram a cidade, como os bizantinos e osotomanos. No entanto, a paisagem urbana é notável pelo estilo arquitetônico dos otomanos e possui uma riqueza de estruturas de excepcional interesse histórico e arquitetônico. Isso levou a cidade a se tornar um Patrimônio Mundial da UNESCO.

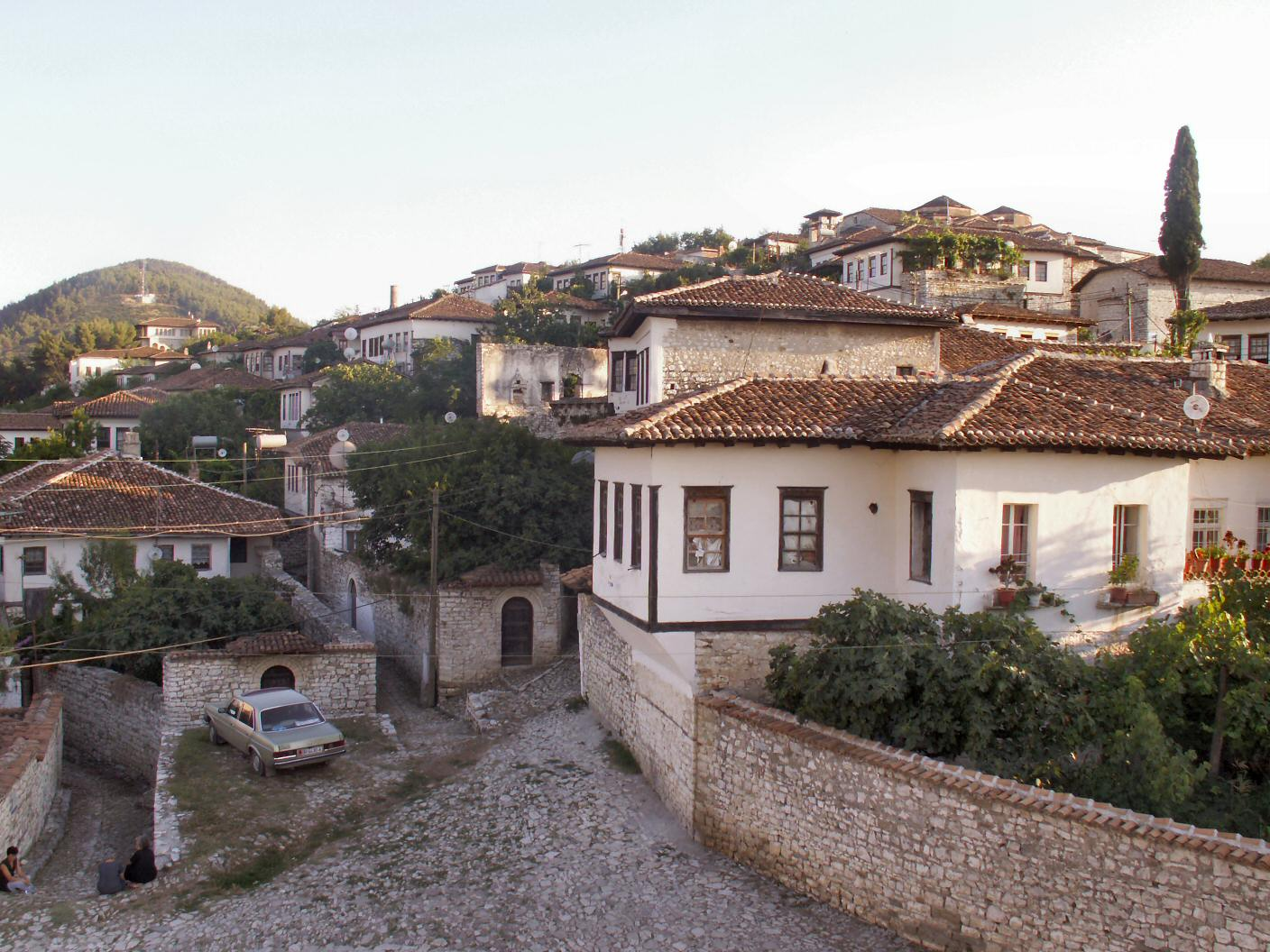
A cidade velha de Berati é dominada por casas otomanas

A cidade é separada por três partes residenciais dentro da fortaleza, conhecidas como Kalaja, Mangalem e Gorica. Acredita-se que Kalaja tenha sido fundada na antiguidade, pois foi o assentamento da tribo Ilíria dos Desaretes. Posteriormente, ficou conhecida como Antipatrea quando os romanos conquistaram a cidade e a chamaram de Albanorum Oppidum. Ao longo dos séculos, foi conquistada e reconquistada diversas vezes pelos bizantinos e otomanos.
Kalaja é bem preservada e consiste de numerosas casas, a maioria das quais é construída em pedra. Numerosas igrejas com extraordinários ícones decorados e murais ainda sobrevivem, incluindo a Igreja da Santíssima Trindade e a Igreja de Santa Maria de Blachernae . A arquitetura islâmica é representada pelas ruínas da Mesquita Vermelha e da Mesquita Branca. Há também uma cisterna construída pelos romanos. O proeminente Museu de Ícones Onufri também está localizado dentro do castelo e exibe obras de Onufri e outros importantes pintores albaneses.

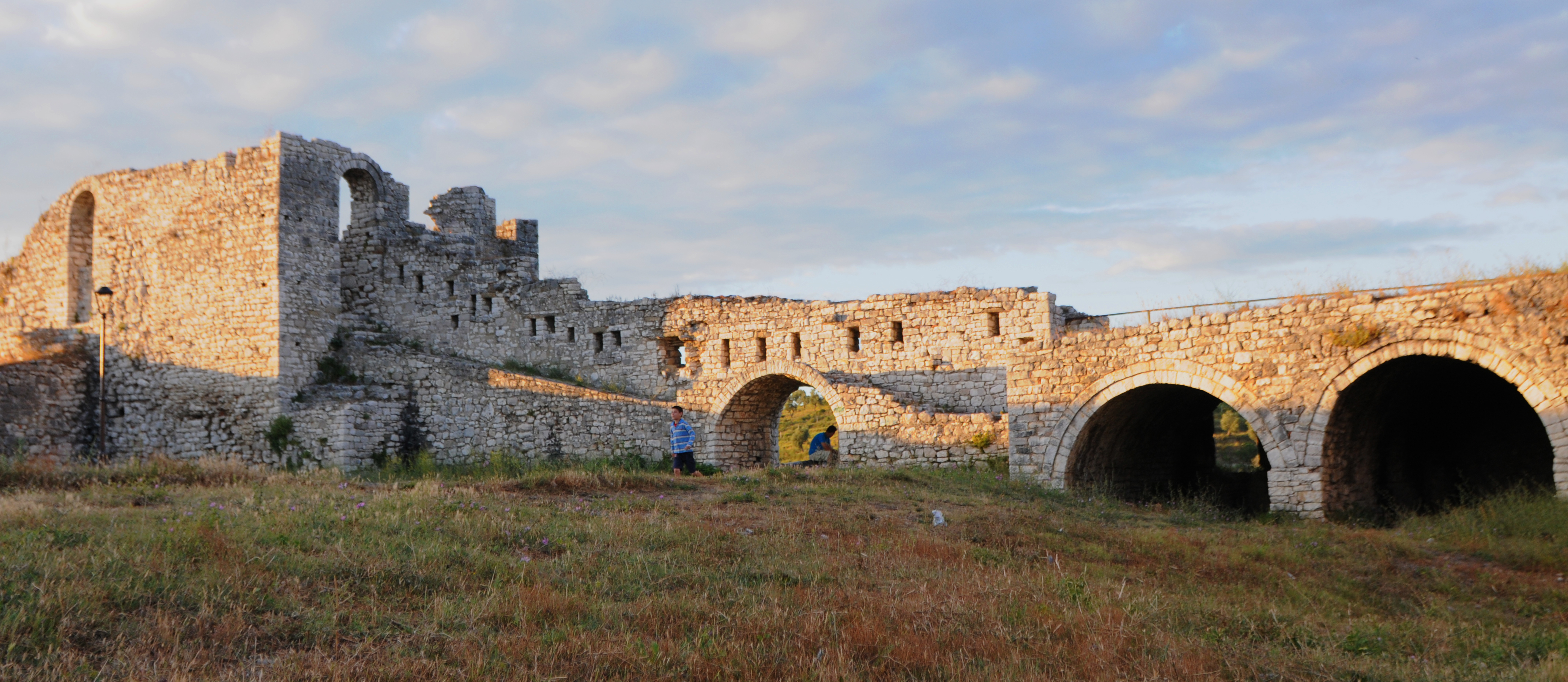
Ruinas do Castelo de Berati

As casas dentro do bairro de Mangalem foram construídas ao longo de uma colina íngreme em direção ao bairro de Gorica. As fachadas voltadas para o vale têm janelas caracteristicamente salientes. Portanto, Berati deve seu título de "cidade das mil janelas" ao distrito. Há três mesquitas otomanas que incluem a Mesquita do Rei, a Mesquita Principal e, principalmente, a Mesquita dos Solteiros. O Halveti Teqe fica atrás da Mesquita do Rei e inclui um impressionante teto esculpido.
Gorica foi por muito tempo somente conectado pela ponte de Gorica ao resto de Berati. É uma das pontes otomanas mais populares da Albânia, construída em 1780 por Ahmed Kurt Pasha. O Mosteiro de São Spiridon é outra atração proeminente devido ao seu admirável estilo pós-bizantino.

### Korçë

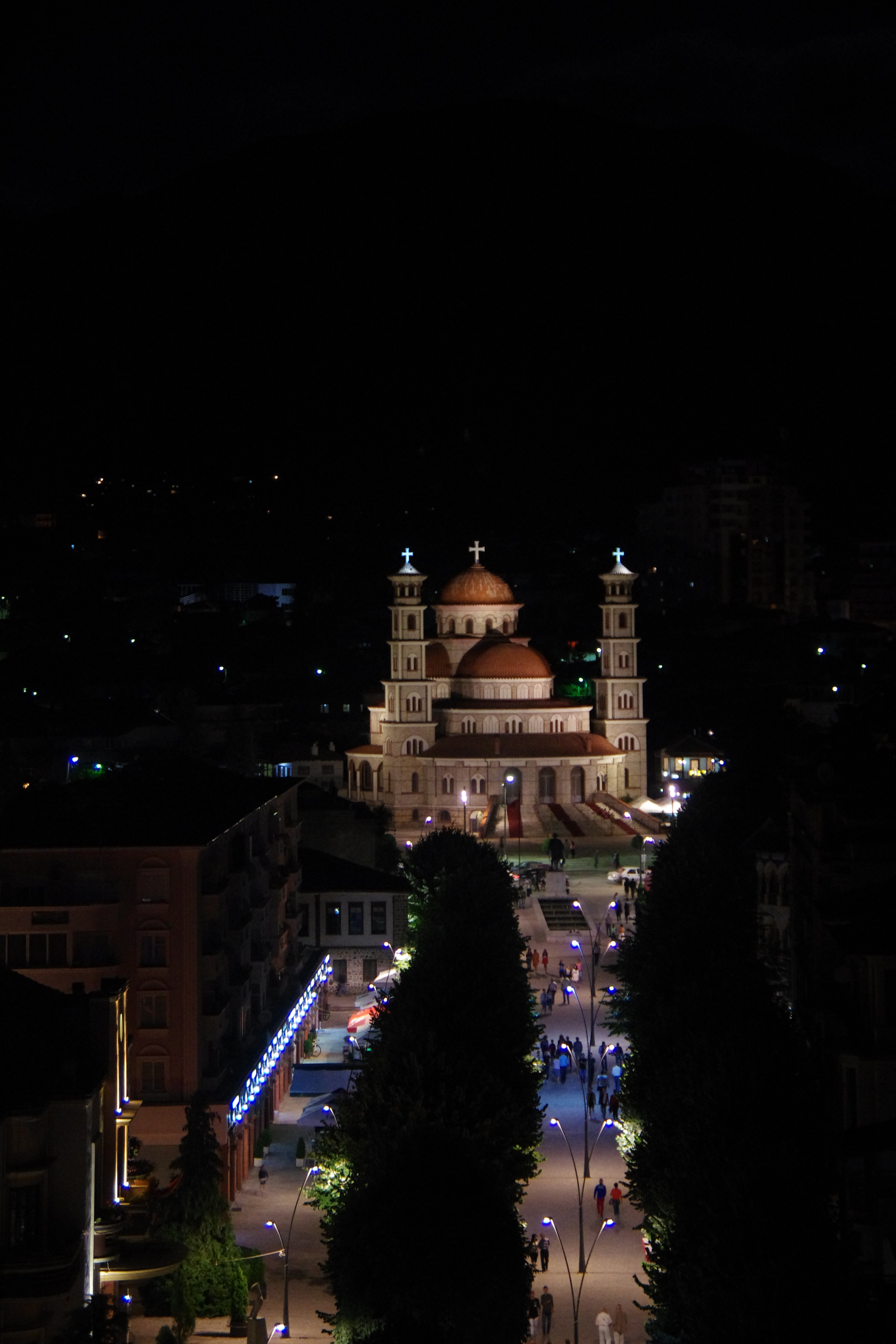
A Catedral da Ressurreição no centro

A arquitetura em Korçë é caracterizada por mansões e edifícios residenciais, ruas de paralelepípedos e amplas avenidas com muitos cafés e restaurantes. Há uma mistura arquitetônica, devido à turbulenta história, dos estilos Art Nouveau, Neoclassicismo e Otomano. As influências italiana e francesa aumentaram após o início dos séculos XIX e XX. Ao modernizar sua infraestrutura ao longo dos séculos, a cidade preservou parte de sua história em suas ruas e fachadas.

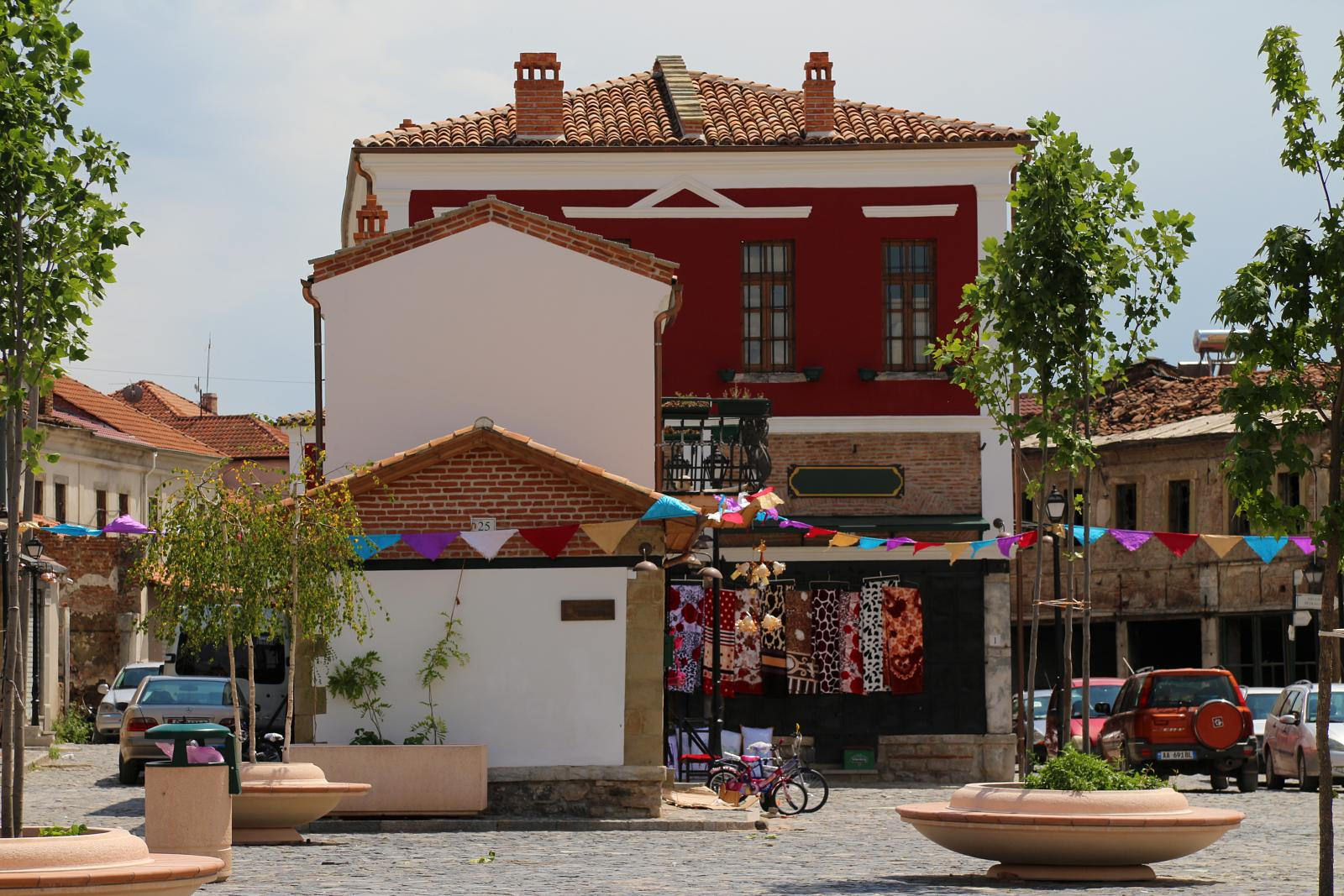
O antigo bazar durante as reconstruções

A cidade foi um importante centro comercial e econômico durante o século XVIII. Durante o domínio otomano, o Velho Bazar desenvolveu-se rapidamente para se tornar o principal centro de comércio da cidade. Embora os bazares fossem típicos complexos comerciais otomanos desenvolvidos nas cidades da Albânia e em outros lugares nos Bálcãs, a arquitetura otomana é predominante dentro do bazar, enquanto reconstruções recentes levaram à aplicação de elementos específicos da arquitetura moderna.
A Catedral da Ressurreição está localizada no centro norte de Bulevardi Republika. É uma das maiores catedrais ortodoxas orientais da Albânia, bem como um dos símbolos da cidade e principais atrações turísticas. A catedral é uma estrutura de três naves e possui o estilo bizantino. Fica ligeiramente elevada em uma estrade e consiste principalmente de pedras de cor creme branco a marfim e tijolos vermelhos. As paredes interiores e cúpulas são decoradas com ícones e afrescos.
A Mesquita Mirahori foi construída em 1484 e fundada por Iljaz Bey Mirahor. O minarete e a cúpula do edifício foram danificados por um terremoto e foram recentemente restaurados. Consiste em blocos de calcário branco que se encontram em camadas de tijolos vermelhos. É um dos poucos monumentos do período otomano na cidade e no concelho circundante.

## Arquitetura sacra

### Igrejas

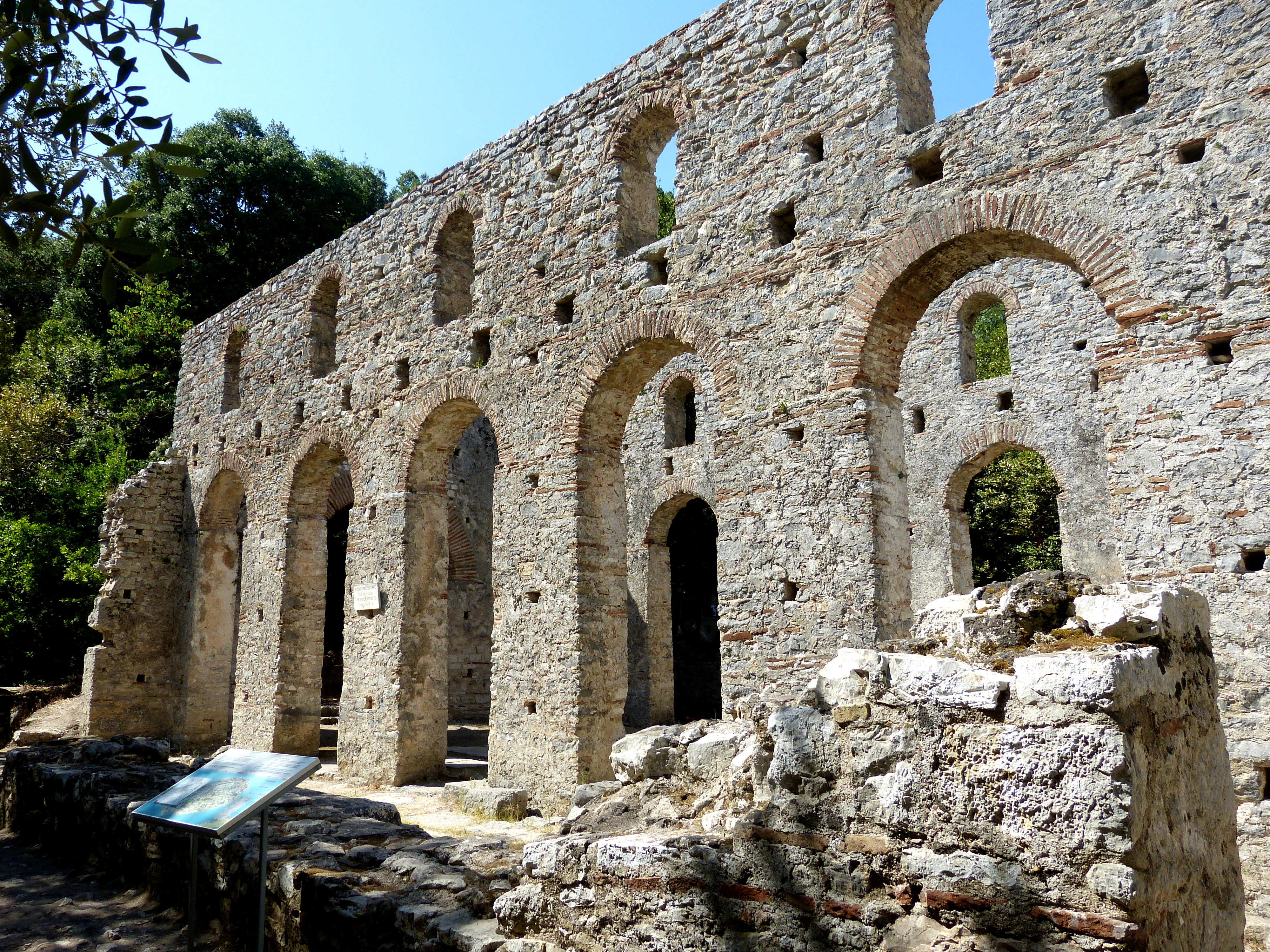
A Basílica de Butroto.

O cristianismo tem uma longa e contínua história na Albânia e foi introduzido já no tempo dos apóstolos. Estruturas sagradas como igrejas, basílicas e batistérios começaram a aparecer após a invasão romana da Ilíria. Um estilo de arquitetura cristã primitiva desenvolveu-se simultaneamente na Albânia entre os séculos IV e VI. Quando o Império Romano se dividiu em leste e oeste, os bizantinos mantiveram elementos arquitetônicos romanos vivos e se tornaram proeminentes por suas cúpulas ligeiramente mais planas e pelo uso mais intenso de murais e ícones ai invés de estátuas.
O Batistério com a Basílica de Butroto, construída no século VI, está entre os edifícios cristãos primitivos mais importantes da Península Balcânica. É, além da Hagia Sophia em Istambul, um dos maiores batistérios do mundo mediterrâneo. A característica mais marcante é o impressionante piso de mosaicos, ilustrando a iconografia relacionada tanto ao cristianismo como à vida aristocrática.

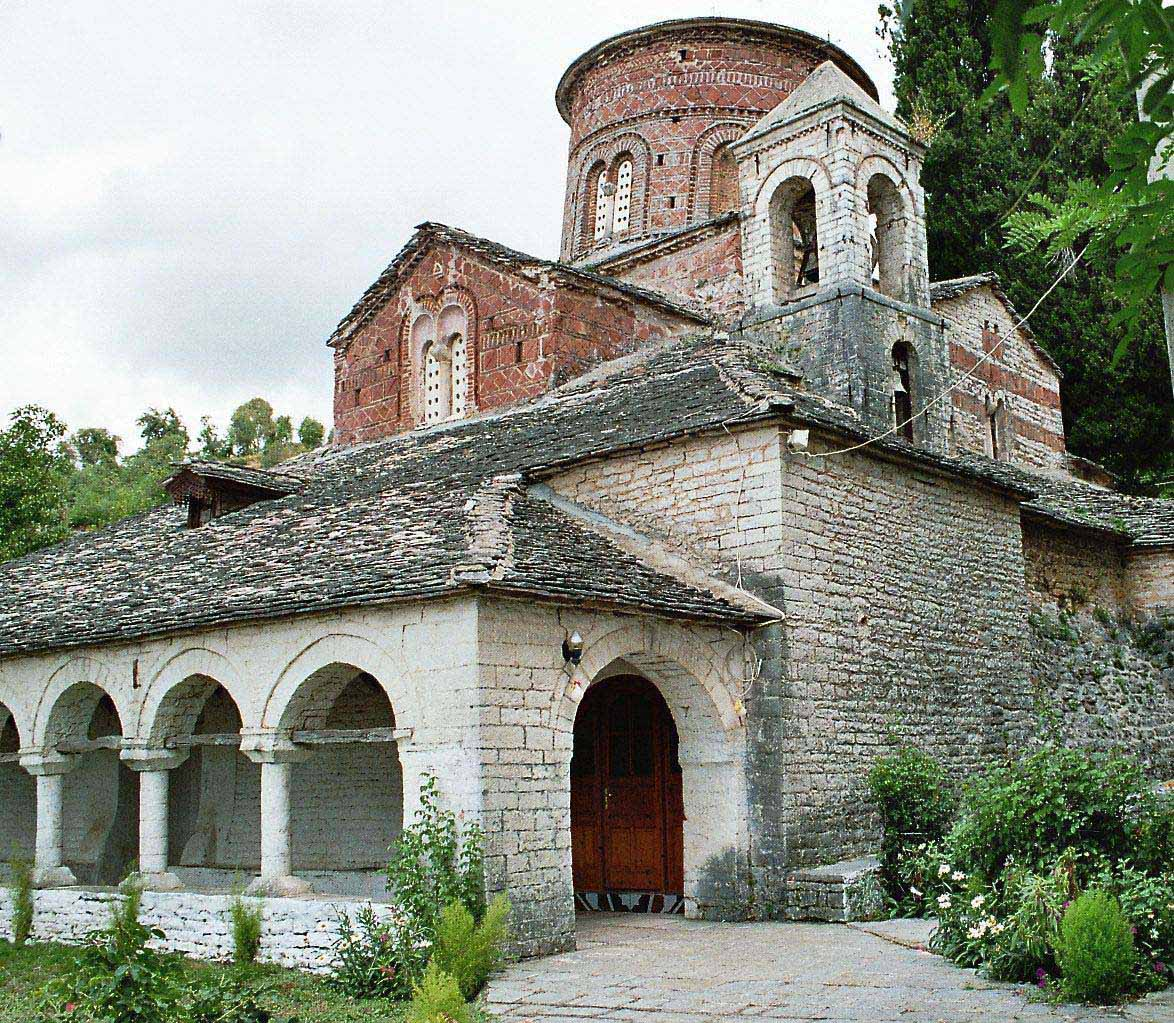
Dormição da Igreja Theotokos em Labovë e Kryqi

A Dormição da Igreja Theotokos em Labovë e Kryqit é um dos maiores exemplos sobreviventes da arquitetura bizantina do país. Seu interior é decorado com vários mosaicos e afrescos e revestimentos de grande valor artístico. É uma igreja tipicamente bizantina, com uma alta cúpula central com nave e corredores dispostos em um plano cruciforme.
A Igreja de Santo Antônio de Durrës é outro exemplo importante da arquitetura bizantina. Foi construído no Cabo de Rodon, possuindo uma proximidade direta ao Mar Adriático. A estrutura foi construída no século XIV e fica perto do Castelo Rodoni, construído por Gjergj Kastrioti Skanderbeg.

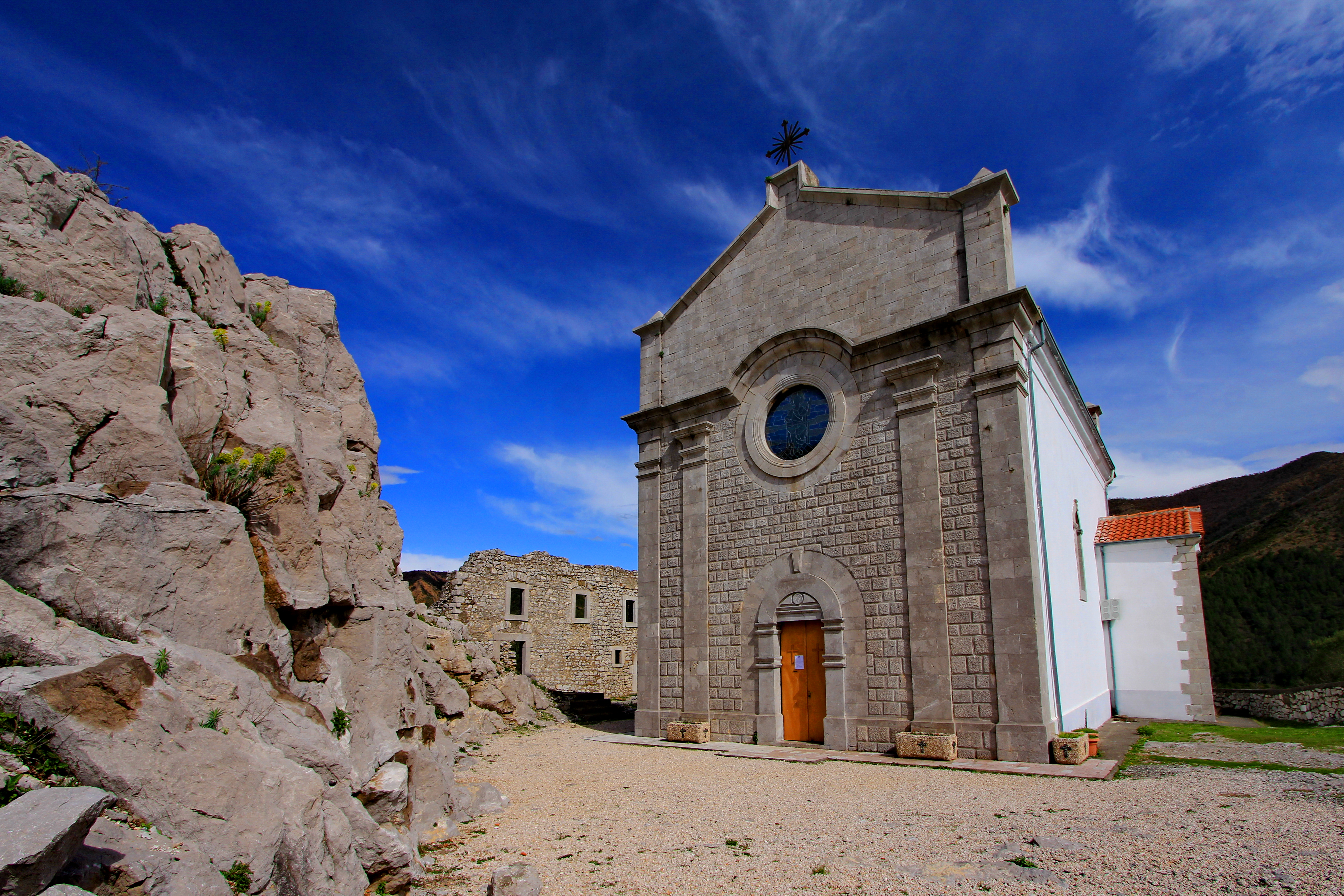
O Mosteiro de Rubik.

O Mosteiro de Ardenica foi construído em 1282 após a vitória contra os Angevins no cerco de Berati. É o lugar onde, em 1451, foi celebrado o casamento de Skanderbeg com Andronika Arianiti. O mosteiro é um representante impressionante da arquitetura bizantina com muitas características românicas.
A história da Albânia não foi gentil com os monumentos arquitetônicos do cristianismo primitivo. Espalhados por todo o país, ainda existem estruturas e restos de igrejas e mosteiros daquele período, como a Igreja da Santíssima Trindade de Berati, a Igreja do Mosteiro de São Nicolau emMesopotam, a Igreja de Santa Maria de Maligrad, a Igreja de Santa Maria de Blachernae de Berati Igreja Paleocristã e Bizantina de Lin.
As catedrais proeminentes do país incluem a Catedral de Escodra, a Catedral da Ressurreição de Korçë, a Catedral de Tirana de São Paulo e a Catedral de Santo Estêvão . A Catedral da Ressurreição de Tirana é a terceira maior catedral ortodoxa da Europa.

### Mesquitas

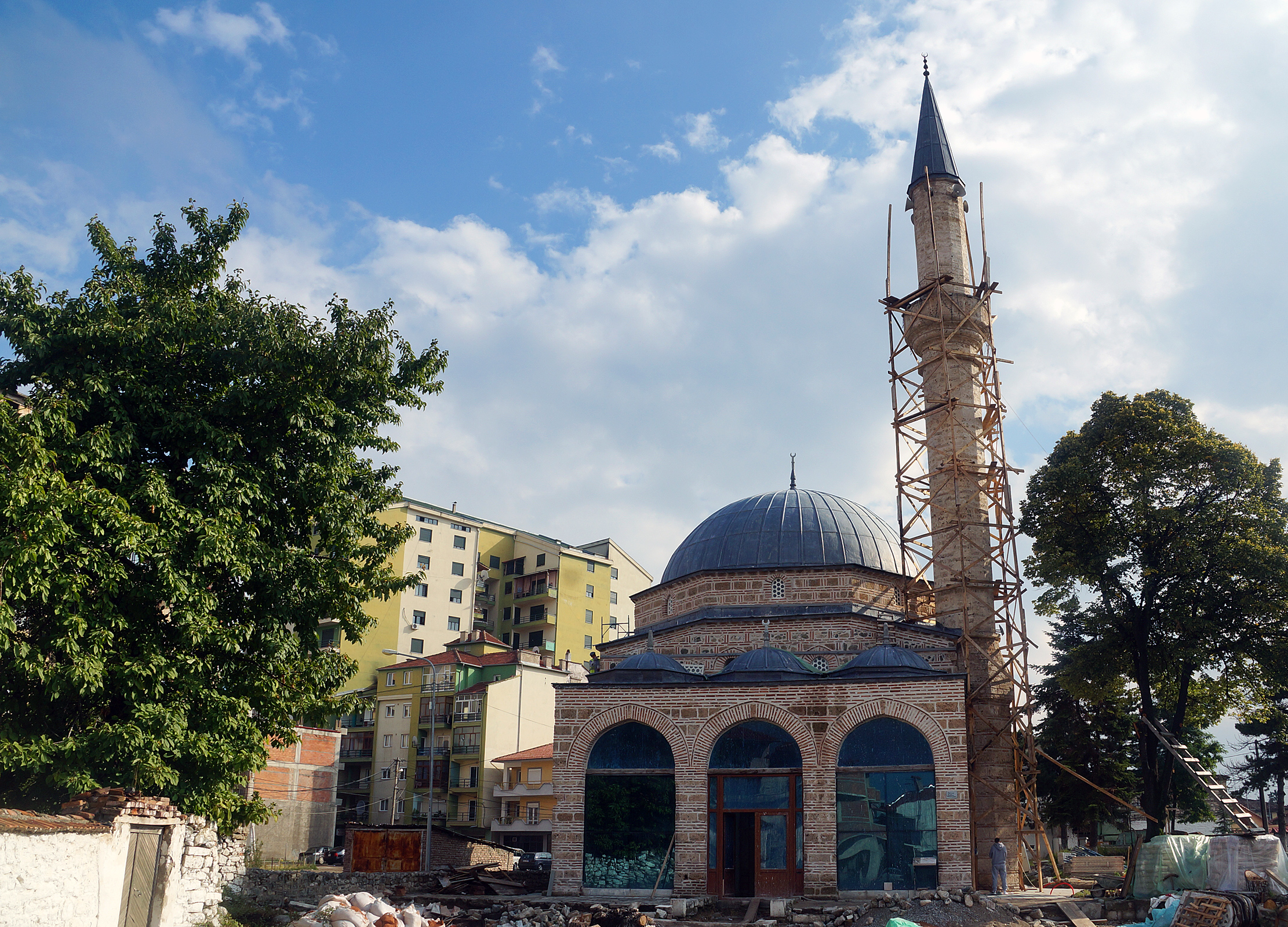
A mesquita de Mirahori em Korçë.

No final do século XV, o Império Otomano expandiu seu território e conquistou a maior parte da Península Balcânica. Nos séculos XVI e XVII, o Islã havia se tornado a religião predominante na Albânia. Como com o cristianismo antes, a nova religião foi introduzida posteriormente a ocupação otomana da Albânia. As influências estrangeiras que acompanharam a Albânia foram absorvidas e reinterpretadas com uma extensa construção de mesquitas em todo o país.
As combinações de tijolo e pedra eram muito frequentes na arquitetura otomana, enquanto o tijolo era usado principalmente para arcos, cúpulas e abóbadas. Além disso, a característica mais marcante dessas mesquitas é o domínio de uma cúpula, com um perfil plano semicircular, que cobria a parte significativa da sala de oração dentro da mesquita. A elegância de vários elementos islâmicos é misturada e adaptada em edifícios e projetos de interiores, como o uso de azulejos, desenhos geométricos, motivos florais e murais.

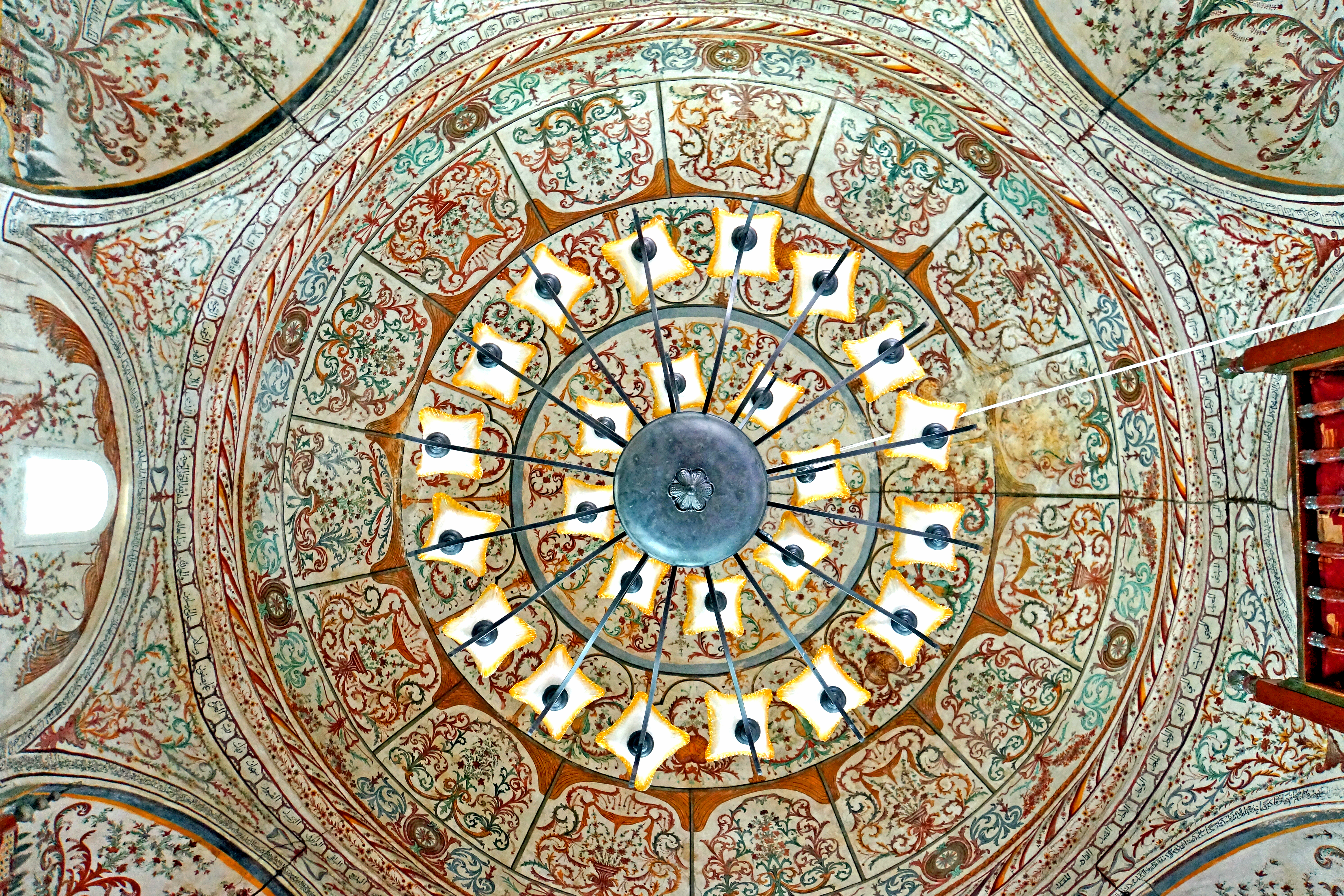
A cúpula da Mesquita Et'hem Bey, em Tirana.

Em contraste com a longa presença dos otomanos na Albânia e nos Bálcãs, poucas mesquitas significativas desse período sobreviveram, especialmente no centro e sul da Albânia. Uma daquelas mesquitas inclui a mesquita de Mirahori construída em 1495 por Imrahor Ilyas Bey em Korçë. É a única mesquita otomana existente na cidade e no distrito.
A Mesquita Et'hem Bey, em Tirana, é um importante representante da herança otomana no país. A construção da mesquita começou no final do século XVIII e foi concluída no século XIX. Suas características mais notáveis são os afrescos dentro da mesquita com retratos de árvores, cachoeiras e pontes.

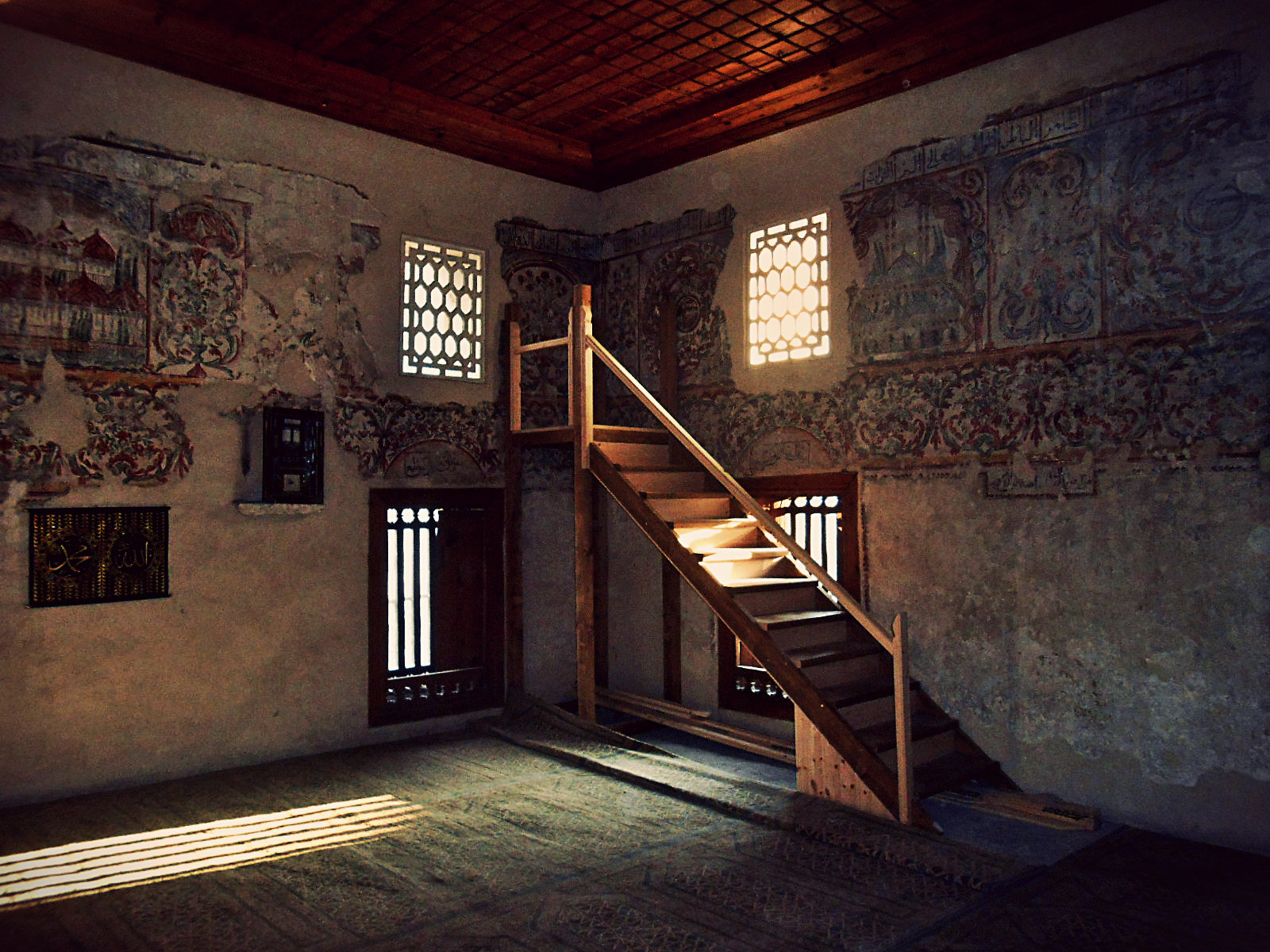
Interior da mesquita dos celibatários em Berati.

A Mesquita dos Solteiros está localizada na parte inferior do bairro Mangalem de Berati, estando inscrita como Patrimônio Mundial da UNESCO. Como a maioria das outras mesquitas da cidade, a Mesquita dos Solteiros foi declarada Monumento Cultural da Albânia em 1961.
Construída por Pasha Mehmed Bushati em 1773, a Mesquita Principal de Escodra é o único edifício que restou na cidade que foi construída pelos otomanos. Leva esse nome porque todas as suas cúpulas foram cobertas com chumbo. A mesquita fica no sopé do Monte Rozafa em um prado ao longo do rio Drin. Ela caiu em desuso depois de uma inundação maciça em 1865, que varreu aquela parte da cidade.
Em Berati, a Mesquita Líder, cuja característica mais característica é a cúpula principal, está entre os edifícios otomanos mais bem preservados da Albânia. Foi construído durante o século XVI, quando Berati se tornou um importante centro administrativo e religioso dentro do Império Otomano.
A Mesquita do Bazar em Gjirokastër foi construída no século XVIII em um lado da colina perto do bairro comercial da cidade durante esse período, o bazar, perto da Fortaleza de Gjirokastër.

### Tekkes

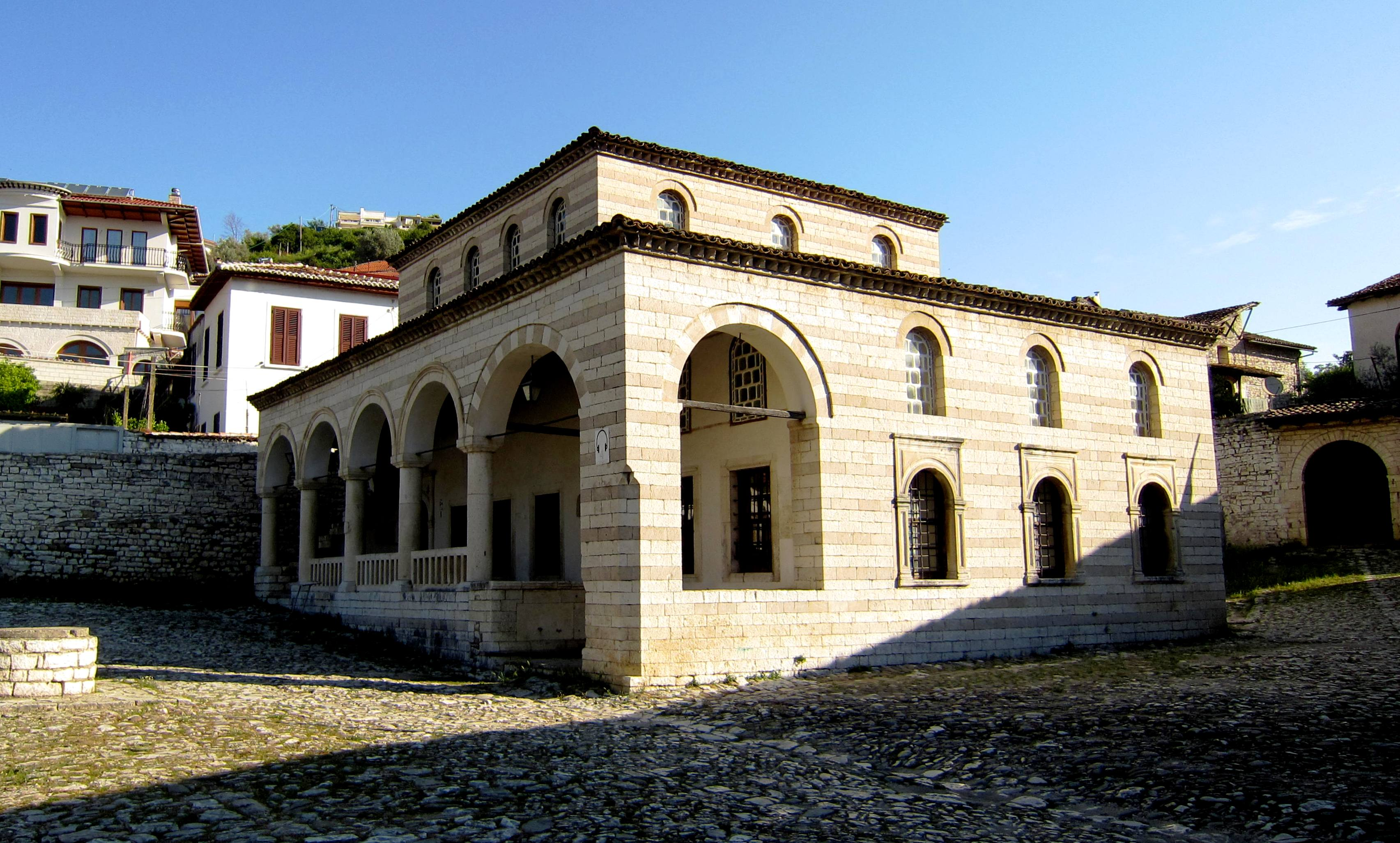
O Tequel Halveti em Berati

Quando o Império Otomano introduziu o Islã, a Ordem Bektashi se espalhou pelos Bálcãs e se tornou particularmente forte na Albânia. Os tekkes eram centros de misticismo islâmico e teológico forneciam uma alternativa popular ao islamismo normativo. A arquitetura dos tekkes é geralmente simples e articulada por um domo, arco, pátio, portal, tumba e um saguão central.
O Halveti Teqe foi construído pelo albanês Ahmet Kurt Pasha no século 18 em Berati. É um edifício quadrático, que consiste de uma sala de oração retangular, uma sala menor para serviços religiosos especiais, um portal impressionante que precede a entrada e um türbe. As paredes dentro da estrutura são decoradas com vários afrescos e murais.
Construído em 1770, o Dollma Teqe fica dentro da fortificação de Cruja e inclui um türbe e um hamame. A cúpula plana repousa sobre um tambor octogonal baixo. Suas paredes interiores são ricamente decoradas e pintadas com murais e escritos.

## Arquitetura secular

### Castelos

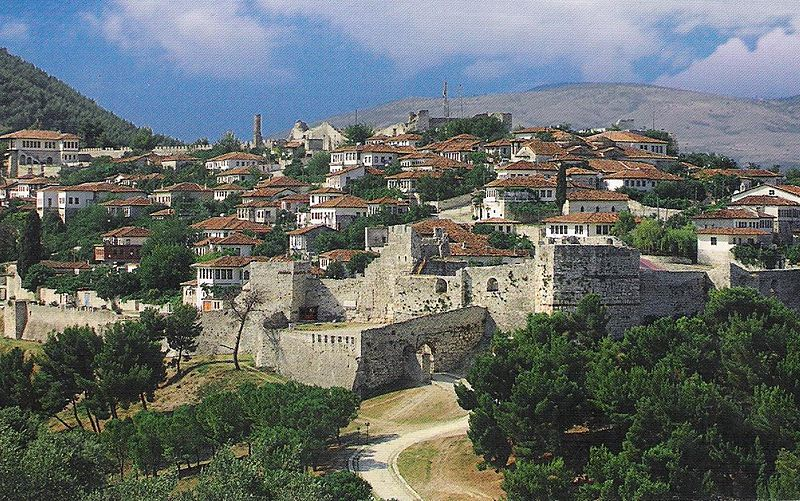
Arquitetura otomana dentro do Castelo de Berati.

As paisagens cênicas da Albânia estão repletas de castelos, fortes e cidadelas em todas as formas e tamanhos. Anteriormente, eles eram definidos principalmente por seu uso prático para repelir invasões e, muitas vezes, servir como residência real para famílias nobres. Essas estruturas constituem tesouros e legado do passado histórico da Albânia. Os primeiros castelos nas terras albanesas foram construídos por ilírios e romanos e, mais tarde, por venezianos e otomanos. A maioria foi renovada ao longo da história e em diferentes épocas com mudanças de poder e adaptações ao desenvolvimento de tecnologias de guerra.

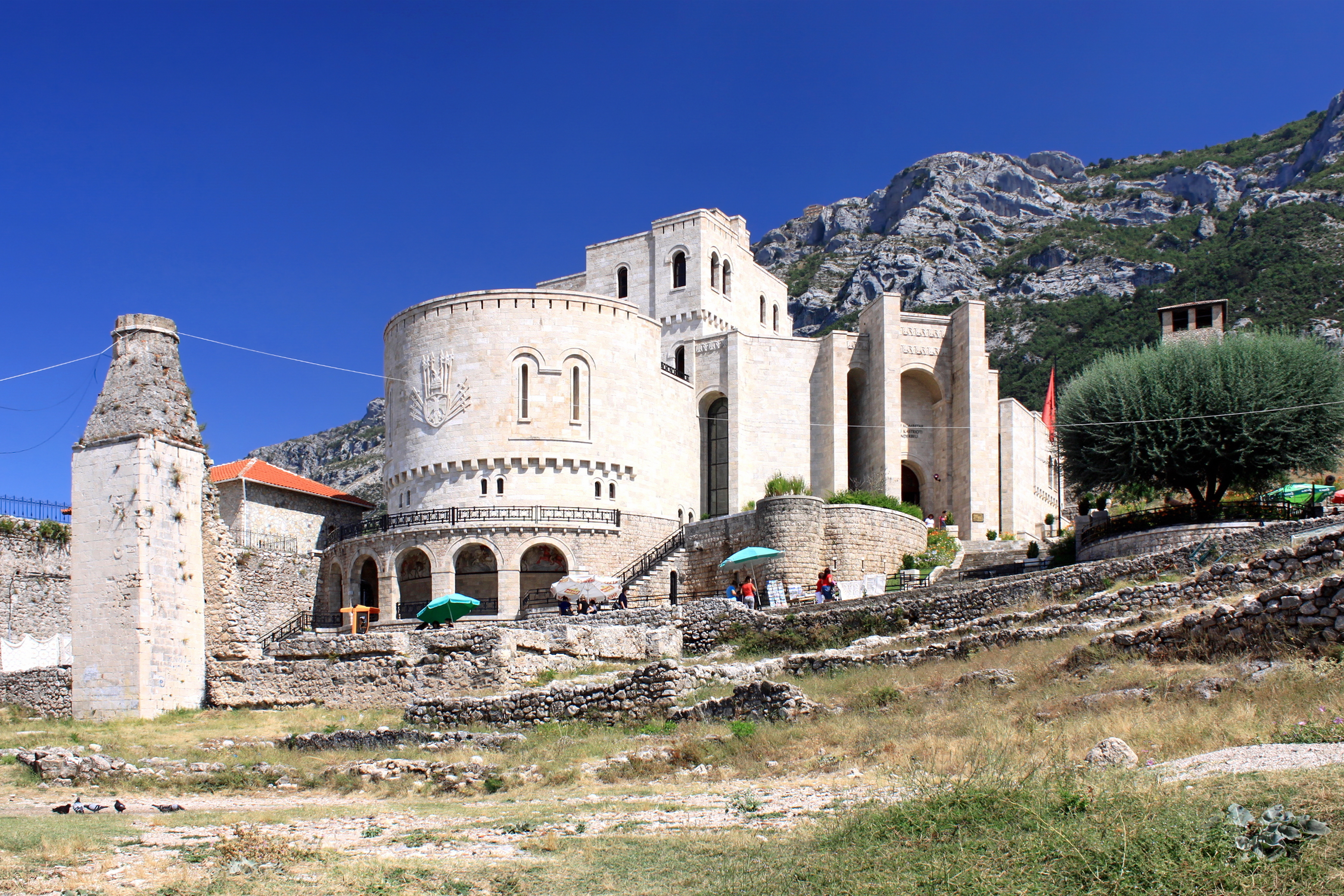
O castelo medieval de Cruja

O Castelo de Berati tem uma longa história, que pode ser rastreada até o século IV. Depois de serem queimadas pelos romanos, as muralhas foram fortalecidas novamente no século V, sob os bizantinos e mais tarde no século XV pelos otomanos. A fortaleza foi muitas vezes danificada, particularmente durante o comunismo na Albânia, e reconstruída. Possui várias igrejas bizantinas pontilhadas com impressionantes afrescos, murais e ícones, enquanto a herança otomana é demonstrada em formas de mesquitas e casas tradicionais.
O Castelo de Cruja é uma fortaleza medieval típica construída sobre uma colina rochosa em Cruja que resistiu ao avanço dos otomanos várias vezes sob o reinado de Gjergj Kastrioti Skënderbeu. Foi construído durante os séculos V e VI e as muralhas ao redor são reforçadas por nove torres, que serviram como posto de observação e sinalização. Ainda podem ser encontrados restos de casas e mansões.

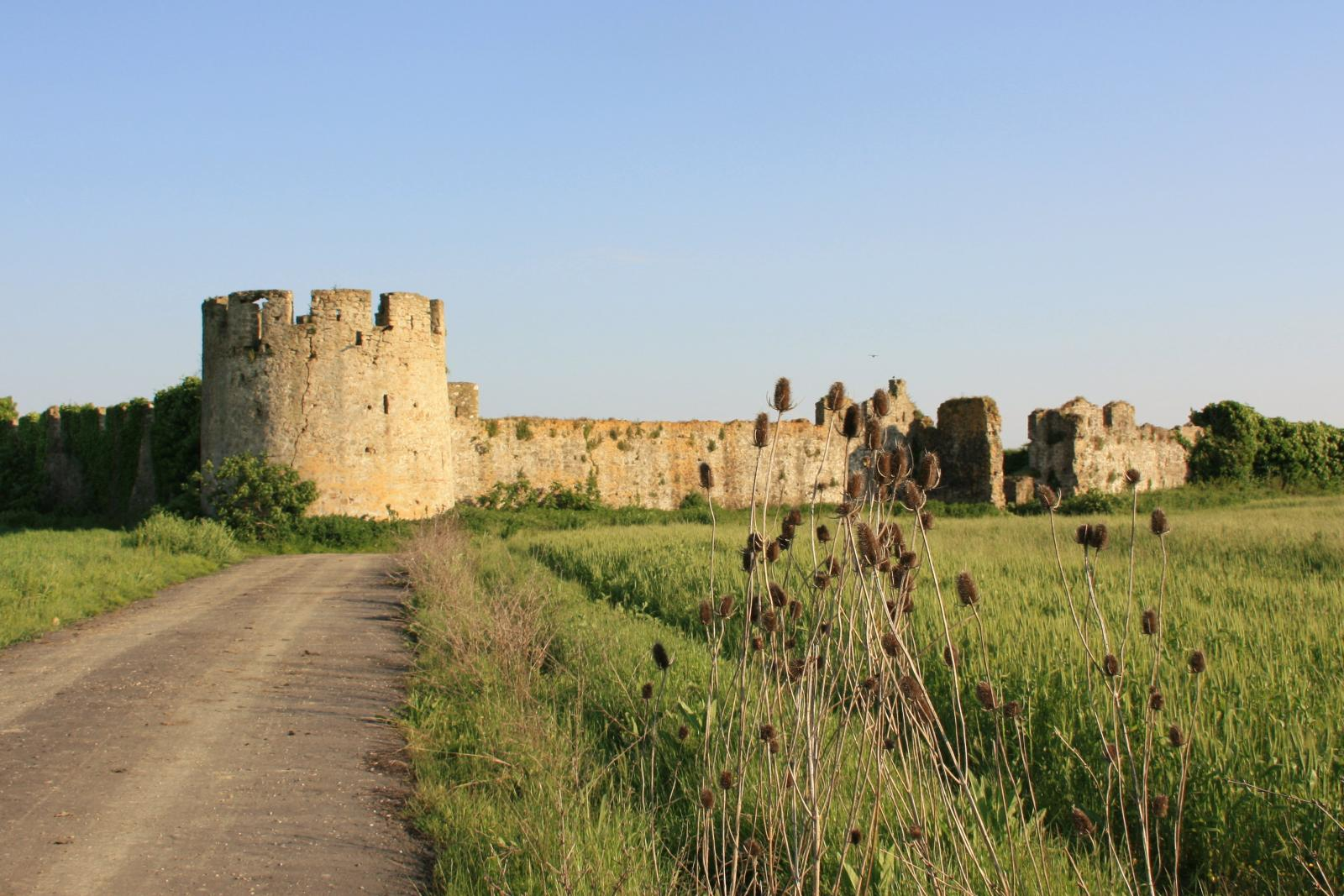
A fortaleza de Bashtovë está na lista provisória para se tornar um Patrimônio Mundial da UNESCO.

A Fortaleza de Bashtovë foi construída sobre uma antiga estrutura existente pelos venezianos na Idade Média. Está em um ponto muito estratégico perto da foz do rio Shkumbin, perto do mar Adriático. O castelo é uma típica estrutura veneziana que combina o arco gótico com influências bizantinas e otomanas.
O Castelo de Petrelë é um castelo medieval localizado no topo de uma colina com vista para Petrelë e o vale do rio Erzen. O castelo tem uma estrutura triangular com duas torres de observação. As primeiras fortificações provavelmente datam do século III, enquanto no século IX ele foi expandido e serviu de base para Gjergj Kastrioti Skënderbeu durante sua revolta contra o Império Otomano.

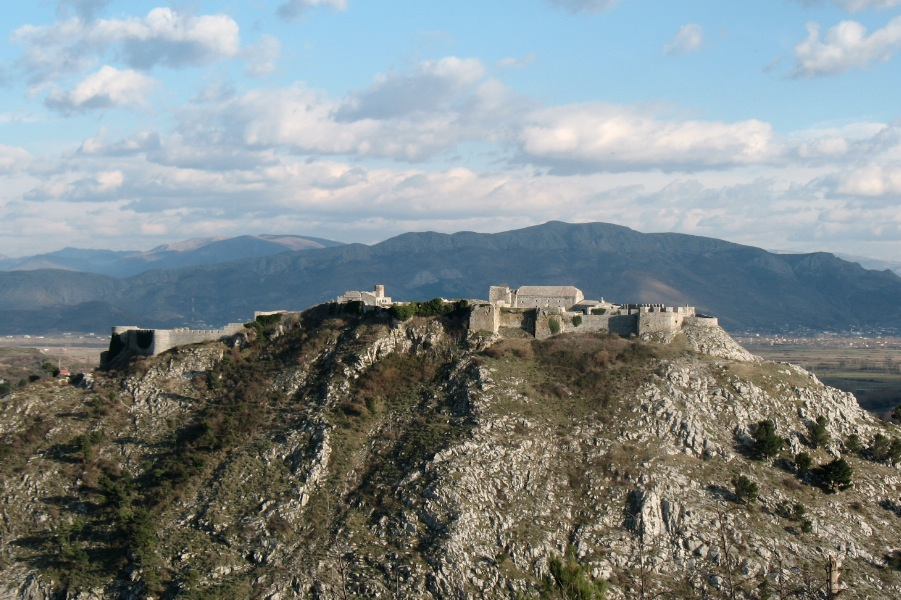
Vista do castelo de Rozafa em Escodra.

O Castelo de Rozafa Castle é um antigo castelo em Escodra. O castelo é associado a uma famosa lenda sobre uma mulher que foi enterrada na fundação do castelo. Ele se estende sobre uma colina rochosa, cercado em três lados pelos rios de Buna, Kir e Drin. Seu nome atual, Rozafa, apareceu pela primeira vez no início da Idade Média. Mais tarde, quando os otomanos conquistaram os Balcãs, o castelo foi transformado em mesquita.
A cidadela de Gjirokastër, uma fortaleza no topo de uma colina, domina a paisagem urbana de Gjirokastër e tem vista para a rota estratégica importante ao longo do vale do rio Drino. Há cinco torres e casas, uma torre do relógio, uma igreja, uma cisterna e muitas outras estruturas dentro da fortificação.

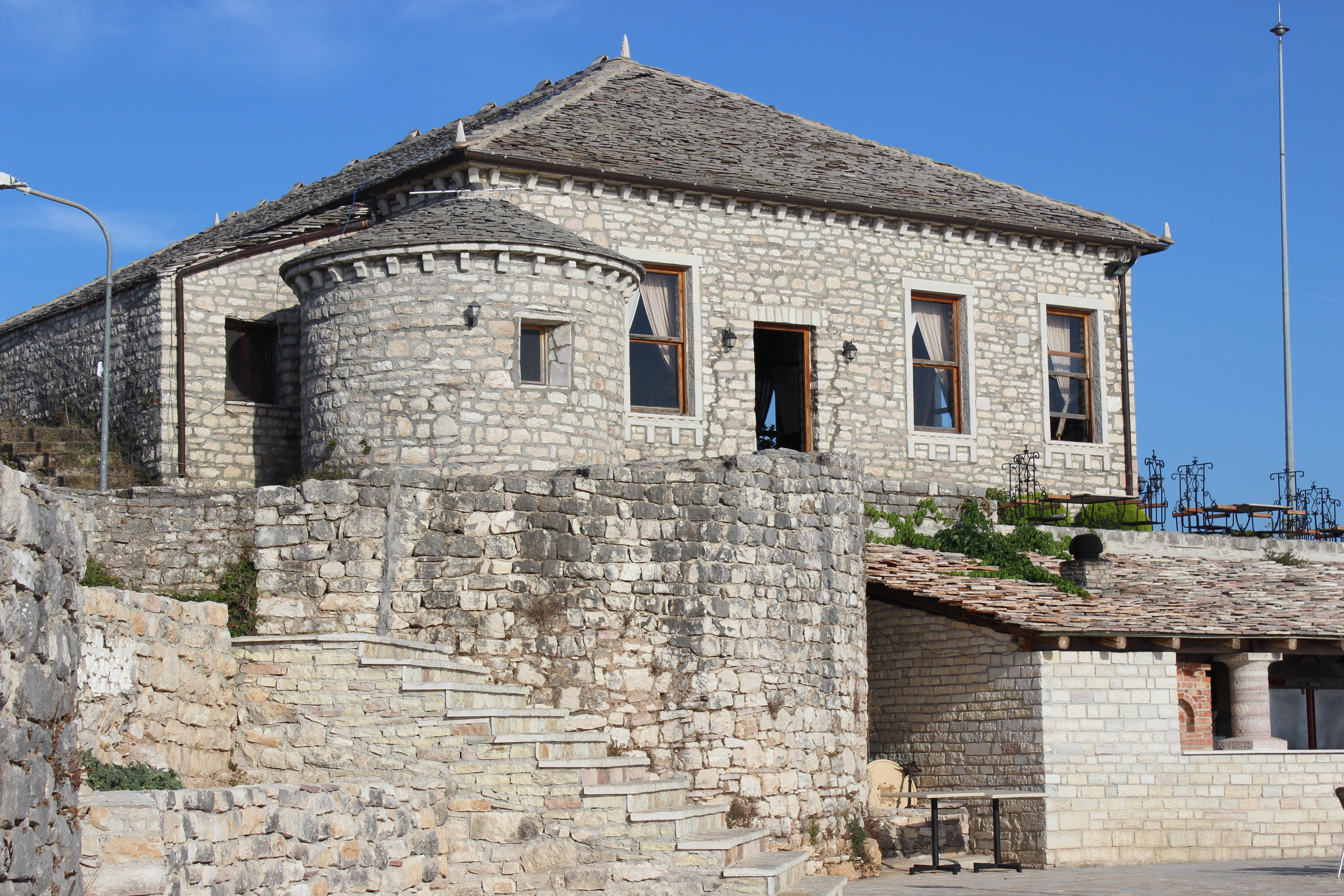
O Castelo de Lëkurësi em Sarandë foi construído na Idade Média.

O Castelo de Ali Paxá  foi construído em uma pequena ilha ao longo da boca do Canal Vivari em Butroto. O castelo é nomeado em homenagem ao albanês Ali Paxá de Ioannina que governou o Pashalik de Yanina e até tentou rivalizar com o Dey de Argel nos mares. É uma pequena estrutura retangular com paredes desgastadas, enquanto ao longo dos cantos, há duas torres redondas com canhões em seu lado para o mar e duas torres quadradas de tamanho irregular, equipadas com  janelas para disparos.
O Castelo de Rodoni fica no Cabo de Rodon, próximo ao Mar Adriático. Seu nome é derivado do deus iliriano de Rodon. Depois do Primeiro Cerco de Cruja e da Liga de Lezhë, os Kastriotis decidiram aumentar as fortificações para o uso contra os otomanos. Skanderbeg escolheu o Cabo de Rodon como a localização do castelo e a construção começou em 1450.
Outros castelos proeminentes e impressionantes com diferentes estilos arquitetônicos na Albânia incleam o Castelo de Durrës, o Castelo Kaninë, o Castelo Lezhë, o Castelo Lëkurësi, o Castelo Prezë e a Fortaleza de Justiniano.

## Arquitetura vernacular

### Kullas

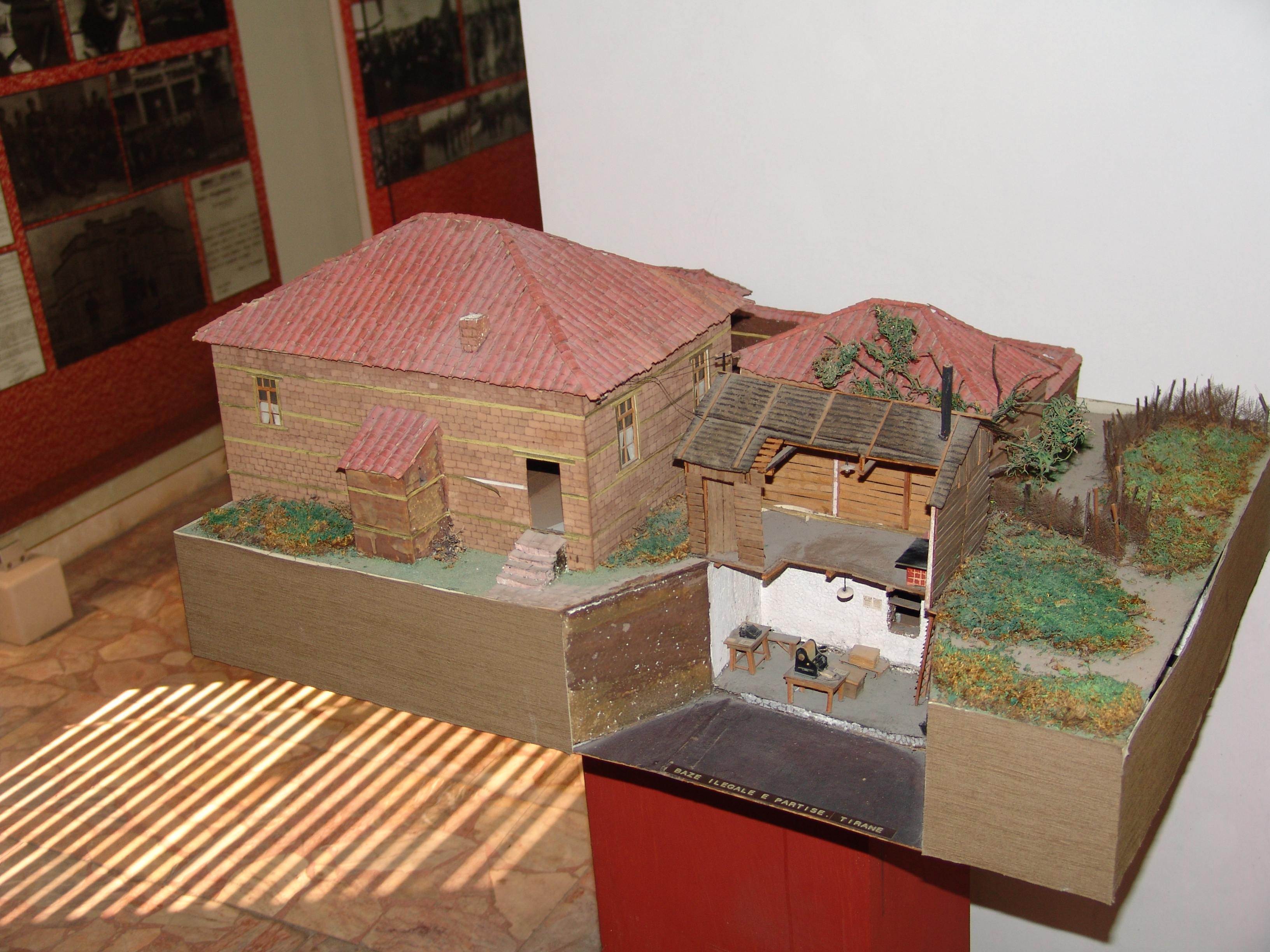
Um modelo de uma casa albanesa

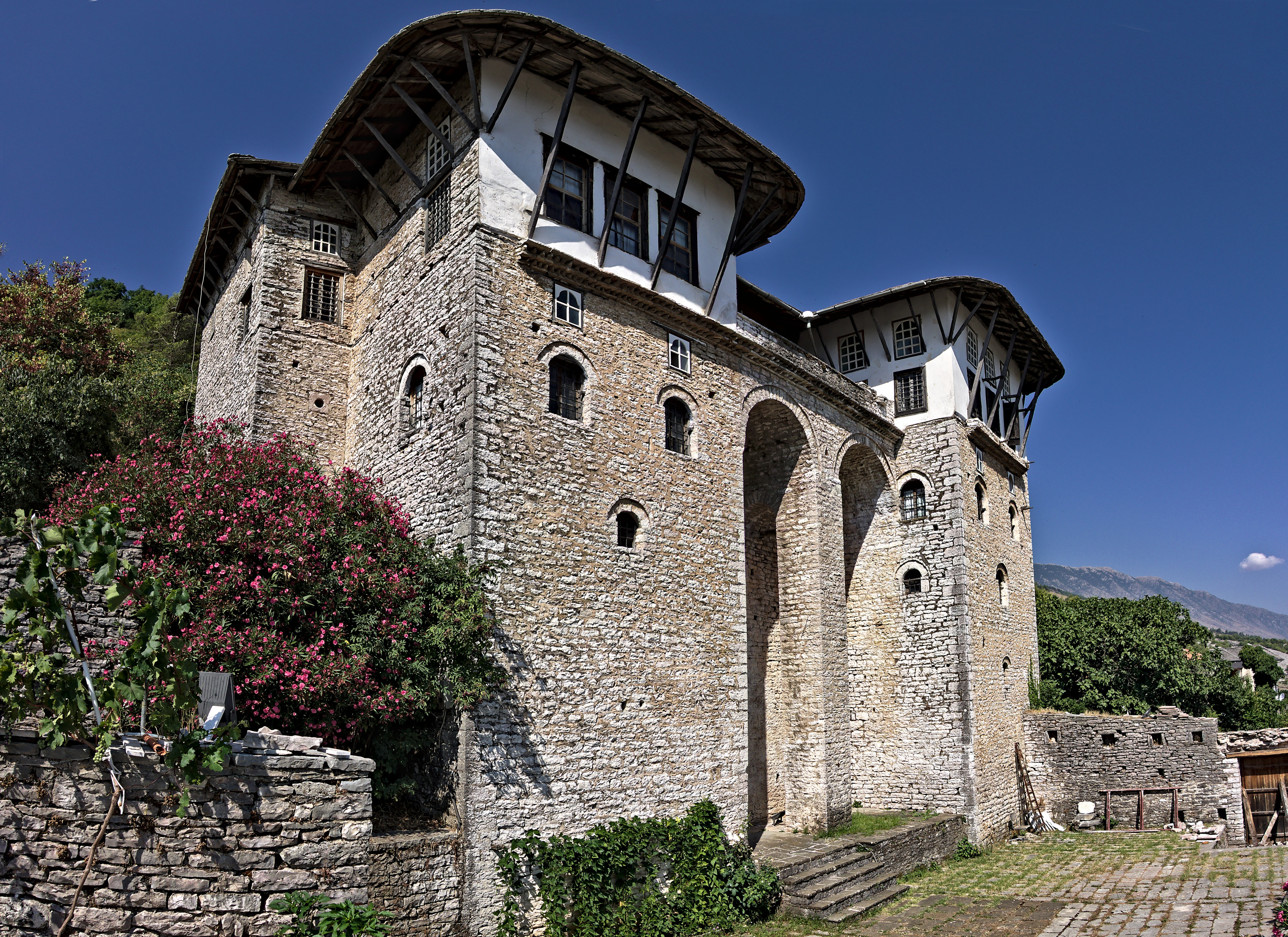
Casa Zekate em Gjirokastër.

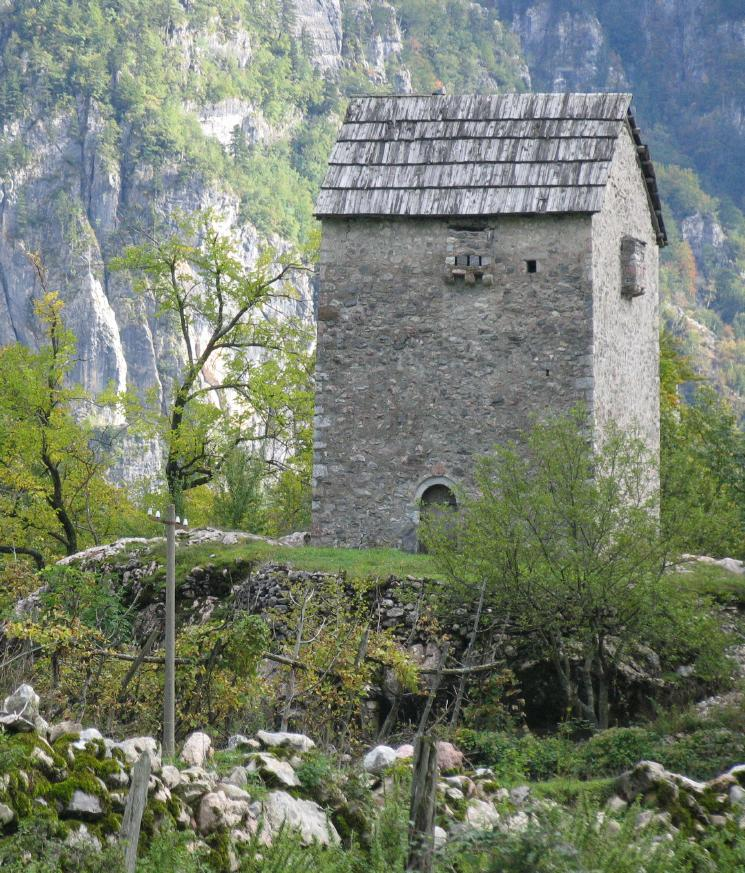
A chamada "torre trancada" em Theth, nos Alpes albaneses no norte da Albânia.

As kulla eram casas-torre fortificadas que floresceram entre os séculos XVII e XIX, como resultado da resistência à conquista otomana, do renascimento nacional e do surgimento do capitalismo. Na maioria dos casos, assumem a forma de uma casa familiar extensa. No entanto, uma casa para dois irmãos também pode ser encontrada.
De acordo com sua composição espacial e de planejamento, as casas albanesas são classificadas e separadas em quatro grupos principais:
- Casas com zarri vaterri, ou lareira/aquecimento: Este tipo de casas são encontradas principalmente no Condado de Tirana e caracterizadas pela casa de fogo (Shtëpia e Zjarrit), que ocupa a altura de dois andares, com áreas vizinhas interagindo em torno dela.
- Casas com hajat, ou alpendre: Uma característica distintiva deste estilo é a relação da casa com o quintal e o ambiente natural. Muitas vezes, estas casas são construídas em terrenos planos, com o piso térreo usado pelos habitantes para fins agrícolas. Por exemplo, a Casa Shijaku em Tirana é cercada por paredes de adobe com uma grande entrada de portão, e quase sempre coberta com um teto simples.
- Casas com åardak, um tipo de varanda encontrado no andar superior reservado para os hóspedes ou relaxamento: elas são encontrados principalmente em Berati, e menos em Cruja e Lezha . O cardak é um elemento dominante da composição externa do edifício, estando na fachada principal da casa, originalmente projetada para ser aberta. O cardak é amplamente utilizado pelos moradores na estação quente, explorando a luz natural do sol. Ele também serve como ligação com outras áreas da casa. Estas casas são divididas em vários sub-tipos: casas com cardak na área da frente, de um lado, ou no centro. Um exemplo de tais estruturas é a Casa Hajdar Sejdini em Elbasani.
- Kulla urbano ou cívico: são encontradas em Gjirokaster, Berati, Cruja e Escodra, usadas para fins defensivos e de armazenagem. O interior mostrava a extensão da riqueza da família, enquanto o térreo servia como um lugar seguro para o gado no inverno e para manter as reservas de água nos meses secos do verão.

As kullas urbanas ou cívicas do sul encontram-se nas cidades e arredores de Berati, Gjirokastër, Himara e Këlcyrë. As casas-torre em Gjirokastër foram construídas no século XIII antes da conquista otomana. As kullas do norte são edifícios residenciais fortemente fortificados, construído no norte da Albânia e na região de Dukagjin, no Kosovo. Elas contêm pequenas janelas e buracos, porque seu principal objetivo era oferecer segurança contra ataques. Além disso, eles foram inicialmente construídos de madeira e pedra e, eventualmente, apenas de pedra.
As primeiras kullas foram construídos no século XVII, época de muitos combates na região de Dukagjini, embora a maioria das que ainda restam sejam do século XVIII ou XIX. Elas eram quase sempre construídas dentro de um complexo de edifícios com várias funções, mas em aldeias as kullas existem principalmente como estruturas autônomas. Elas também estão posicionadas dentro do complexo de edifícios para que os habitantes possam olhar para a área circundante. As kullas nas cidades são geralmente construídas como estruturas autônomas, enquanto nas aldeias eles são mais comumente encontrados como parte de um conjunto maior de kullas e casas de pedra, geralmente agrupados para o clã da família a que pertenciam.
Certas kullas eram usadas como lugares de isolamento e refúgios ou "torres trancadas" (Kulla Ngujimi) destinadas ao uso de pessoas alvo de rixas de sangue.
A maioria das kullas são prédios de três andares. Uma unidade característica de sua estrutura arquitetônica em "Oda e Burrave" (Câmara dos Homens ou Sala de Reunião dos Homens), que geralmente era colocado no segundo andar da kulla, chamado Divanhane, enquanto o térreo servia como um celeiro para gado e o primeiro andar era onde ficavam os aposentos da família. O material do qual o Divanhane é construído, madeira ou pedra, é usado às vezes para classificar as kullas.